# 方向幕

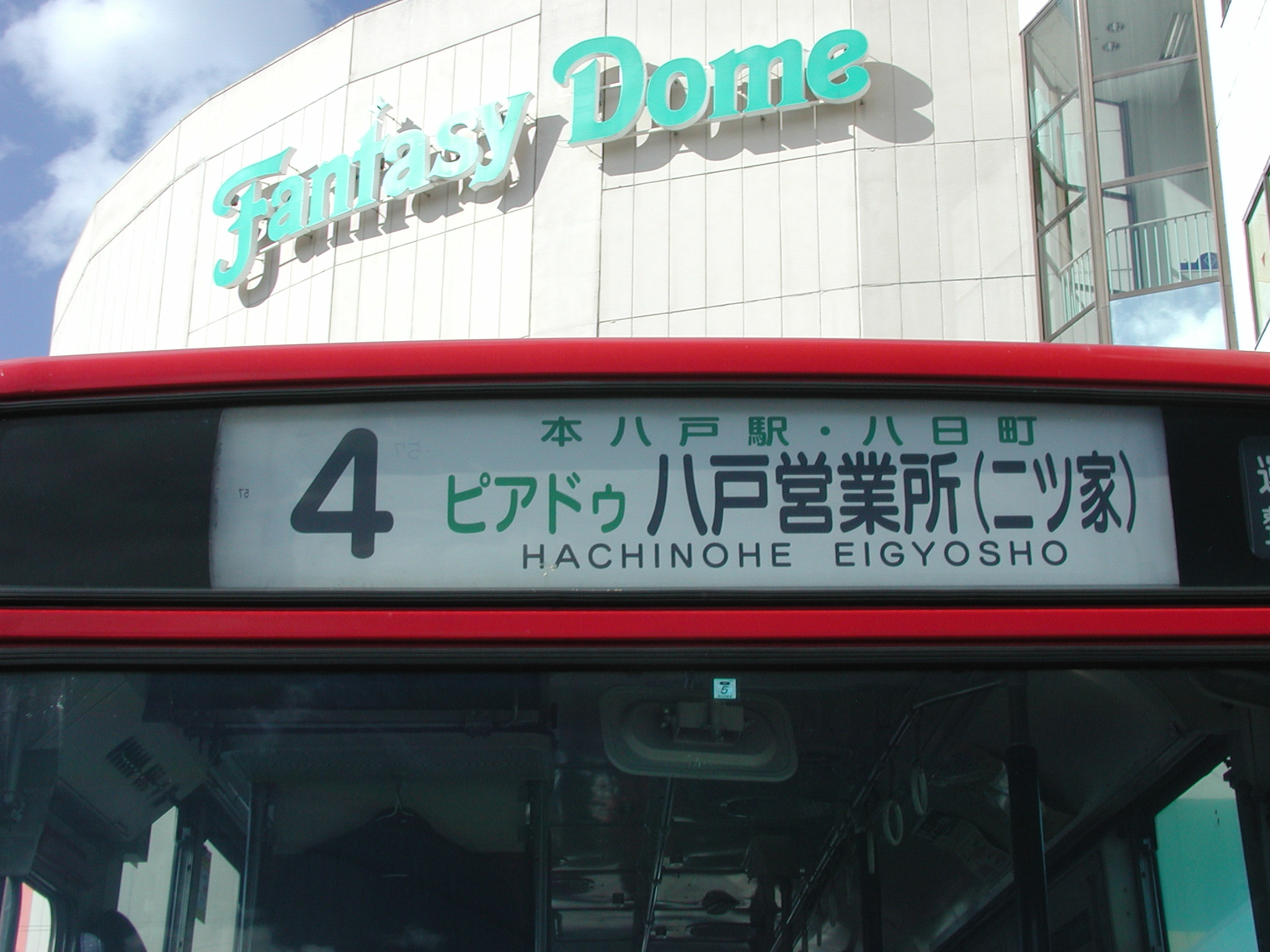
方向幕の例（バス）

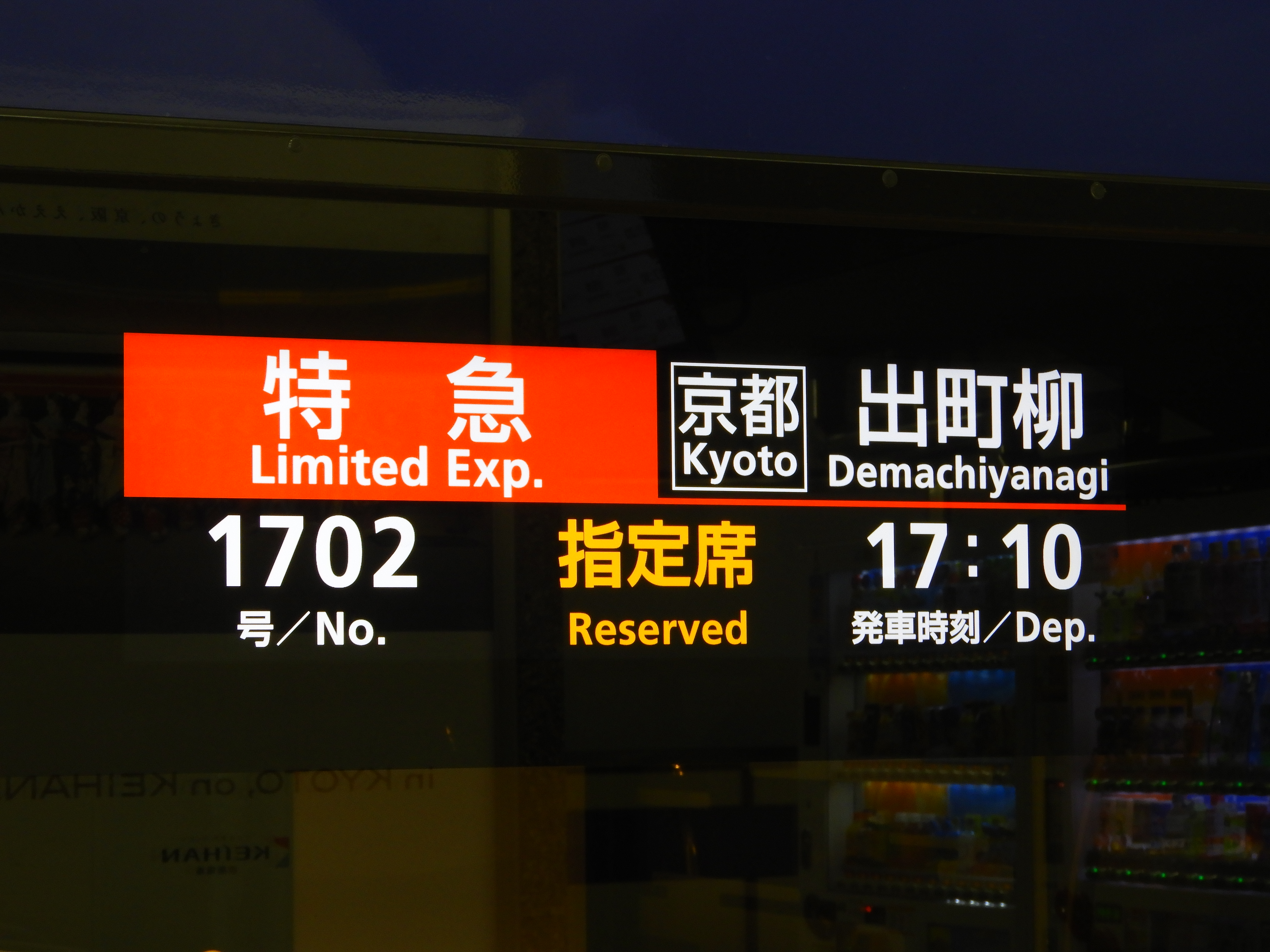
カラーLCDを用いた行先表示器の例（鉄道）

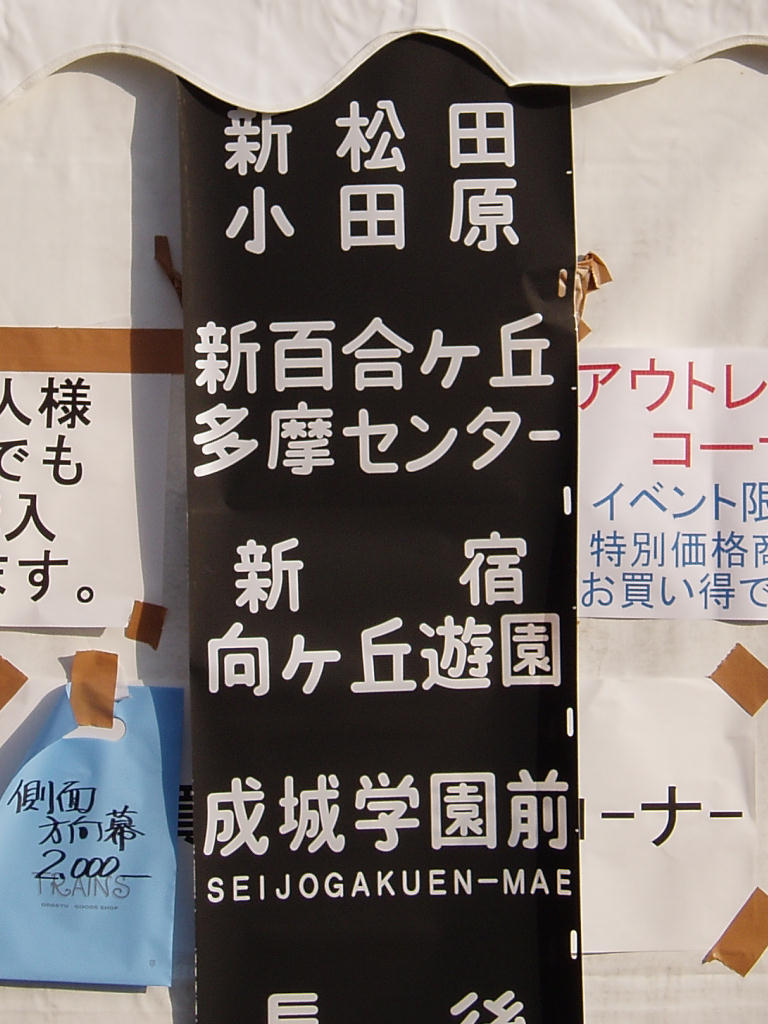
車両から取り外した幕フィルム（小田急電鉄列車）

方向幕が動作する様子（行き先は架空のもの）

方向幕（ほうこうまく）は、公共交通機関の行き先や、運行区間、路線名などを表示するため、車両に設置される幕を使用した装置である。英語ではロールサイン（Rollsign）という。
本項では、鉄道車両やバス車両などの前面に装着される、ヘッドマークについても記述する。

## 概要
それ以前に使われていた金属製やプラスチック製の板であった行先標（サボ）などに代わるもので、列車やバスなどの車両前面や側面に設置される。
行先のみを表示する装置は「行先字幕」や「行先表示幕」、種別を示す装置は「種別幕」、系統番号や経由地を表示する装置は「系統幕」と呼ぶ場合がある。行先と合わせて種別を表示したり、系統幕に種別を表示することもある。また夜間等での視認性向上のため、行先等を印字した薄いビニール製などの幕の裏側から白熱電球や蛍光灯等で照らすため「行灯式方向幕」とも呼ばれる。また、伊豆箱根鉄道大雄山線のように行先が2駅しかなく、固定表示を裏から電灯で照らし、始発駅と終着駅で交互に表示を切り替える「バイナリー・ヘッドマーク (Binary Head Mark) 」と称される装置も存在する。
1990年代以降、従来の幕式の方向幕に代わり、発光ダイオード（LED）を使った行先表示器が多用されるようになった。新造車両のほとんどがこのLED表示器を装備しているほか、既存車両の幕式方向幕をLED式行先表示器に交換するケースも多い。また、2000年代に入るとカラー液晶ディスプレイ（LCD）を使った行先表示器の開発も進められ、2005年には三菱電機製の「オーロラビジョンR-STAY（※現在は製造終了）」が名古屋鉄道の鉄道車両の一部に採用されたほか、2020年には交通電業社とAGCが共同開発した「infoverre Windowシリーズ Bar タイプ」が京阪電気鉄道の鉄道車両の一部に、2023年には交通電業社の「彩Vision」が東武鉄道の新型特急車両に搭載されるなど、採用例は少しずつ増えているものの、視認性や価格面での課題から発展途上の段階にある。その一方で、2023年1月の駅名変更のため行先表示器を交換する必要が生じた名古屋市営地下鉄（名城線2000形・桜通線6000形）では、駅名変更後も幕式方向幕を使用するなど、現在でも新たに取り付けることもあるほか、2023年度に新潟地区で使われていたE127系をJR南武線浜川崎支線向けに転属させる際の改造では引き続き、幕式方向幕を採用することになり、浜川崎支線用の方向幕が新たに製作された。

### 趣味の対象として
日本では、鉄道の日やバスの日、車両基地などのイベントやネットオークションなどで廃品として販売され、短時間で完売になることも多い、鉄道ファンやバスファンにとっては人気のコレクターズアイテムである。ネットオークションなどでは高額で取引されており、方向幕を盗難される場合もある。
このため、鉄道・バス事業者の公式グッズとして、方向幕のミニチュア（表示器を模した樹脂製のフレームと組み合わされ、実際に巻き取って表示を変えることができる）や、方向幕をモチーフとしたタオルなども売り出されている。また、バスのロールサインのデザインは、部屋の壁面を飾るディスプレイとしても利用される。

## 鉄道

### 日本

#### 表示内容
主に、列車の終着駅や路線名が記載される。経由駅や列車種別を加えたものや、終着駅と路線名を組み合わせた表示もある。また、決まった区間を往復する列車では、両端の駅を表示する場合がある。種別のみ表示するものもある。
路面電車では、最終列車の表示のみ赤色としたり（赤電車と呼ばれた）、その1本前の列車の表示を緑色にする例がある。列車種別を記載している場合は、種別を色分けしたり、走る路線のラインカラーを加えている例もある。

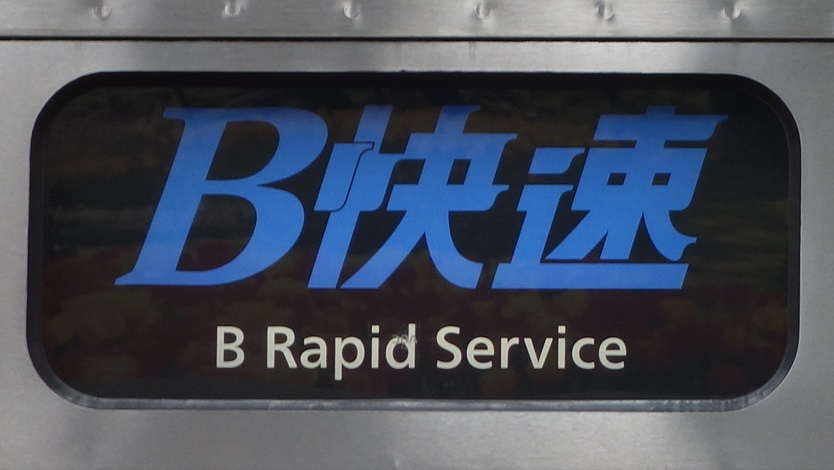
種別のみの表示
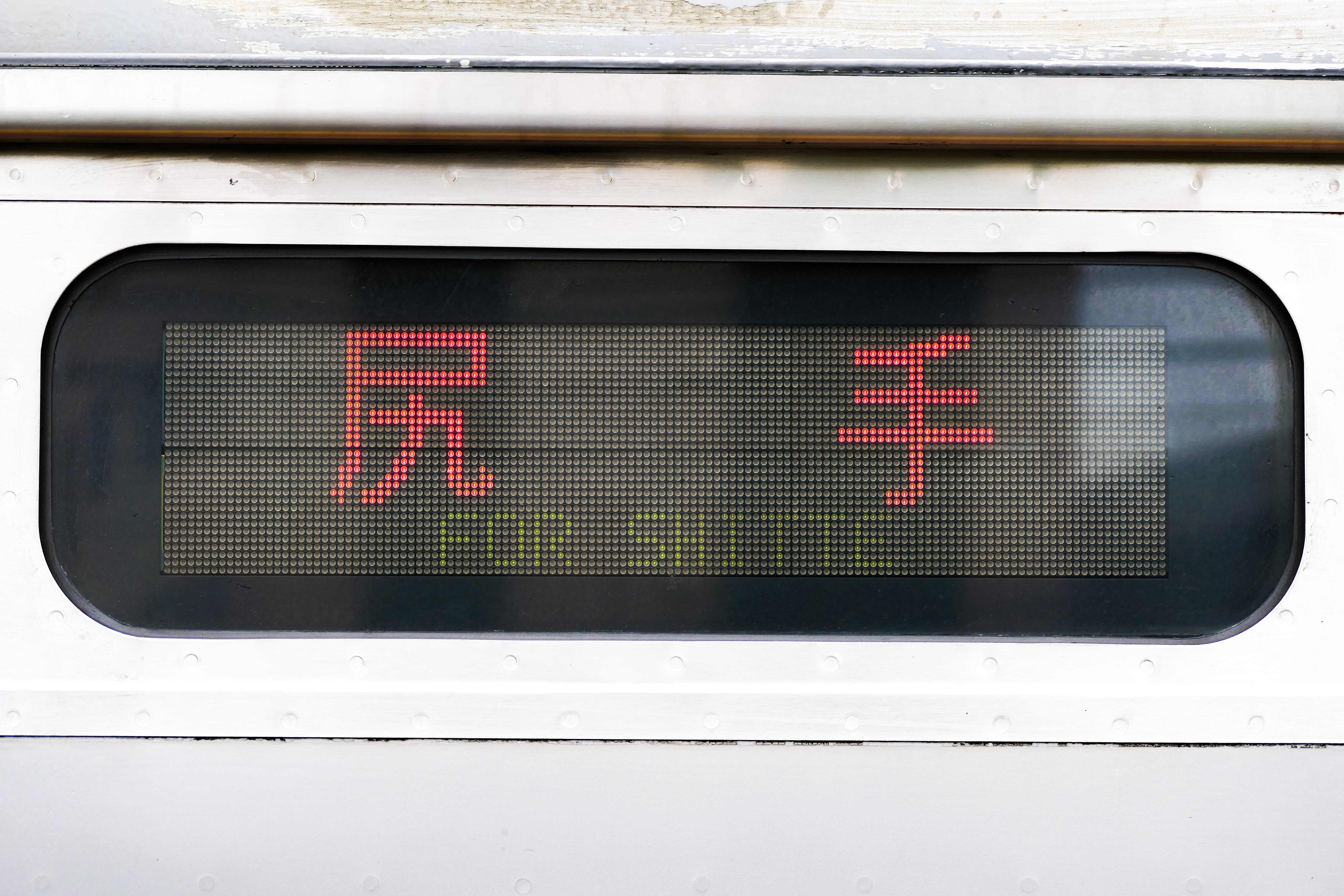
終着駅のみの表示
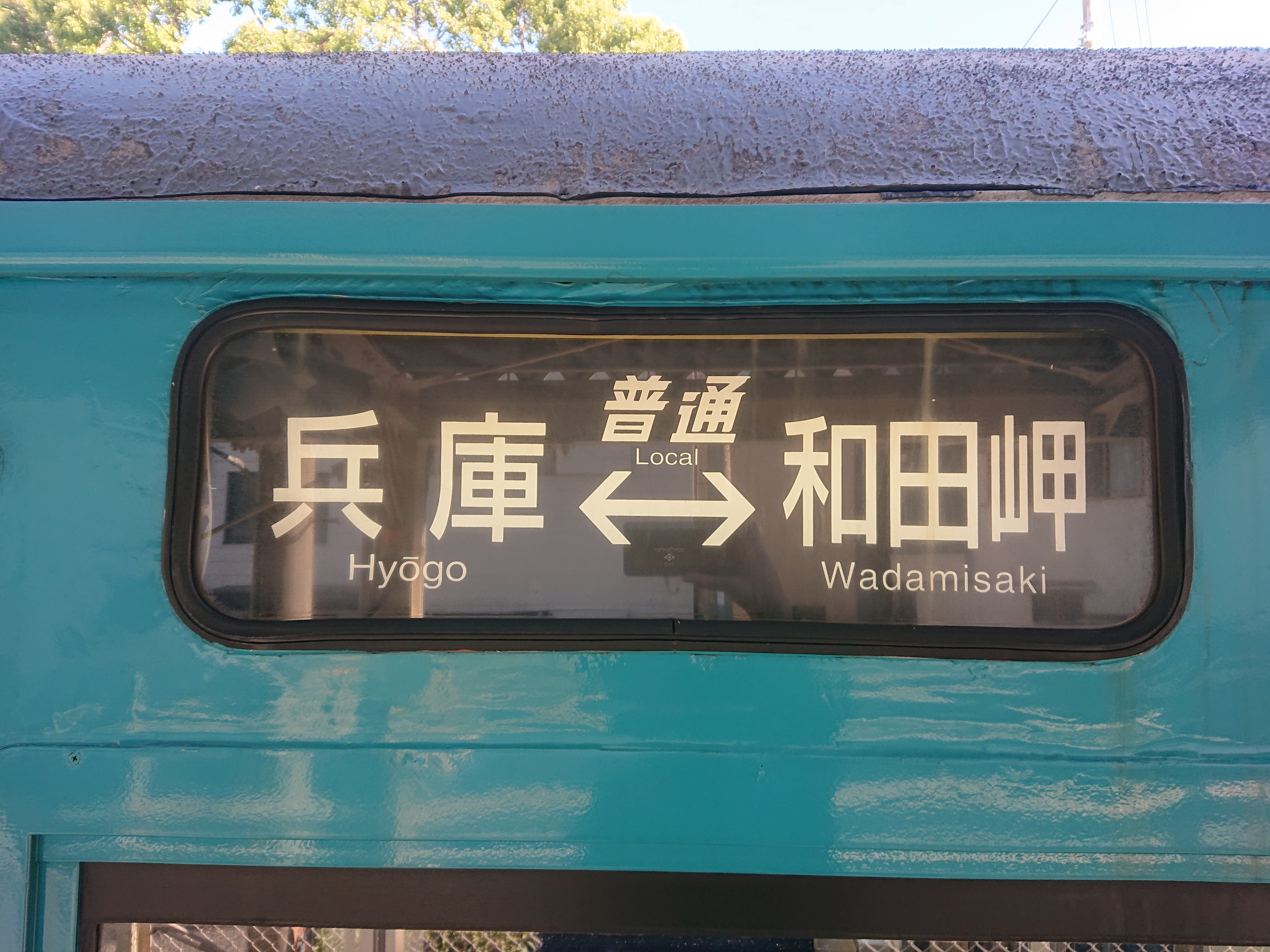
列車の両端の終着駅を表示
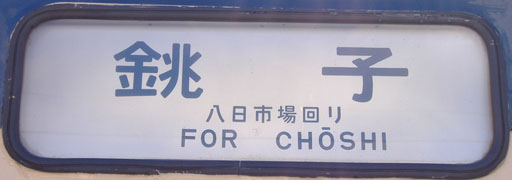
終着駅と経由駅もしくは経由路線を併記した例
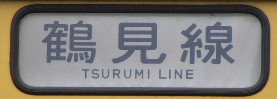
行先は表示せず、路線名のみ表示
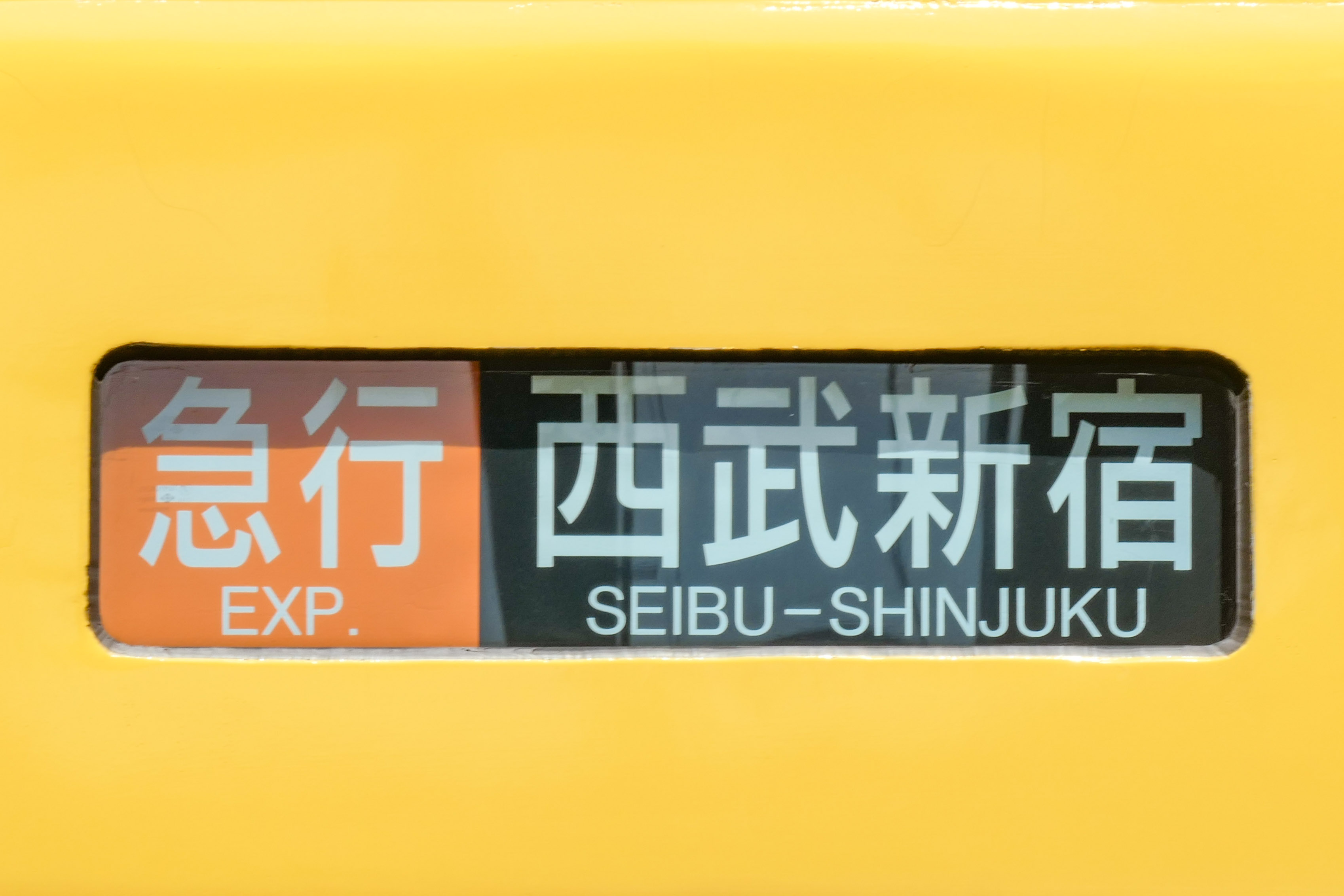
終着駅に列車種別を併示した例
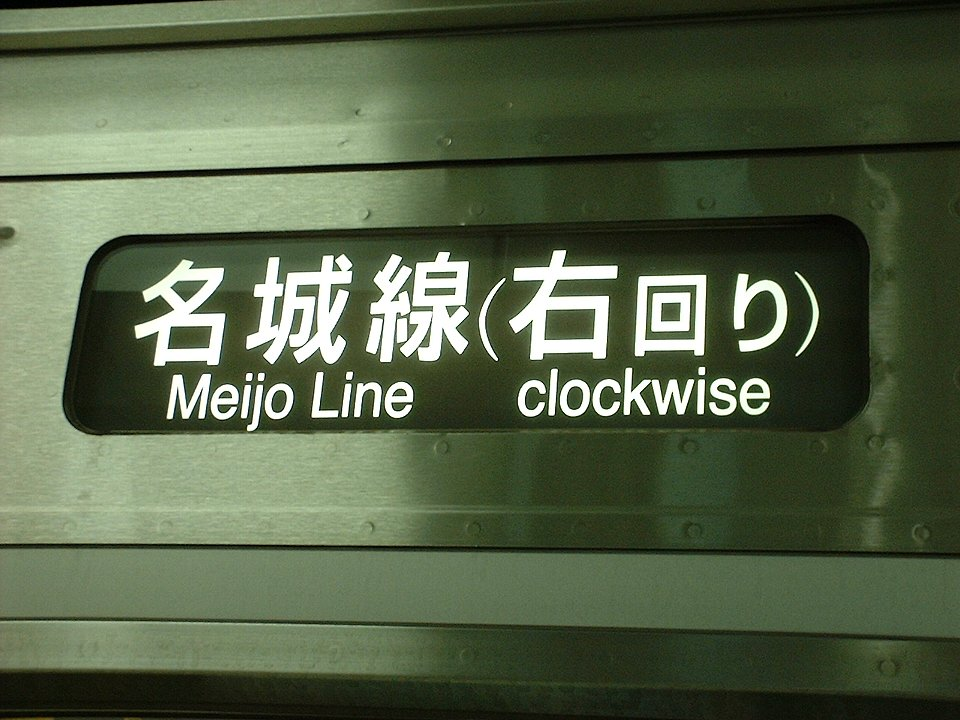
路線名に行先（環状線の回転方向）を併記した例
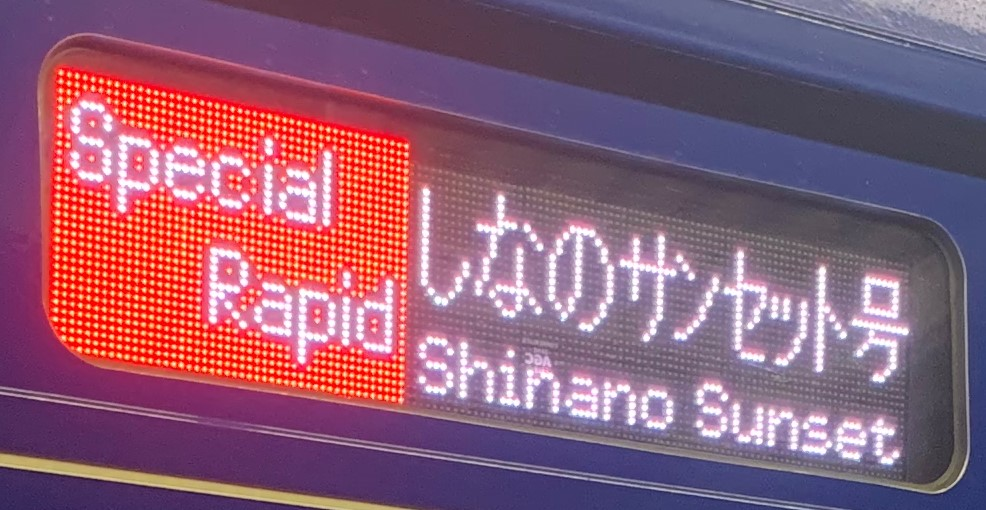
列車種別と列車愛称を併記した例
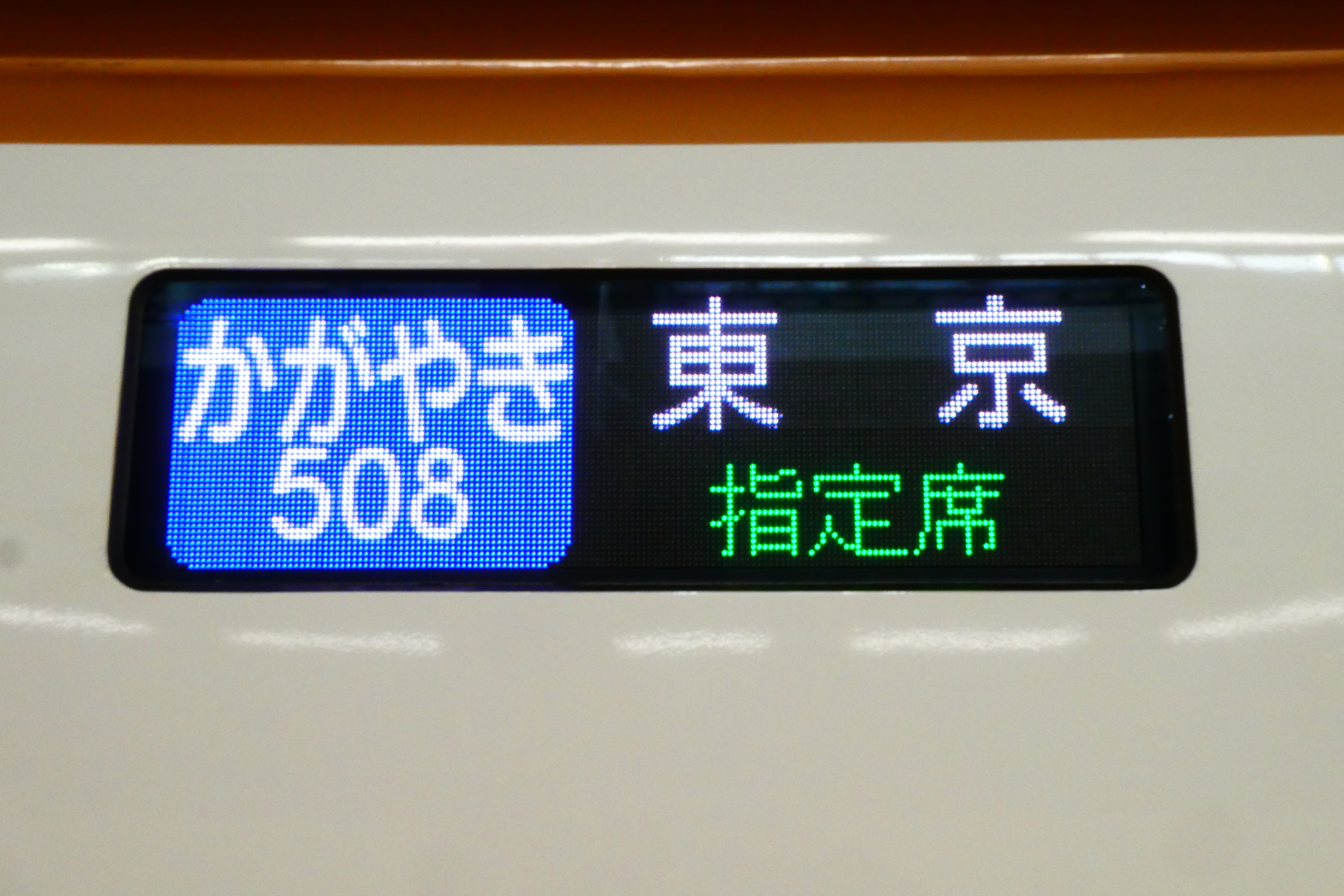
列車名に号数、行先、自由席か指定席、グランクラスの有無を表示
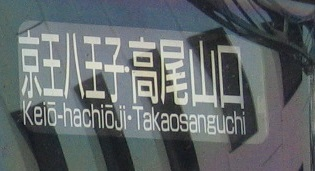
途中駅で編成を分割する列車で、編成ごとの行先を表示した例（京王八王子・高尾山口）

#### 設置箇所
車両正面および側面に設置される。正面の表示の多くは運転席窓の上部または下部に設置される。側面の表示は窓の上部に設置される。いずれか、あるいはどちらにもない車両も存在する。

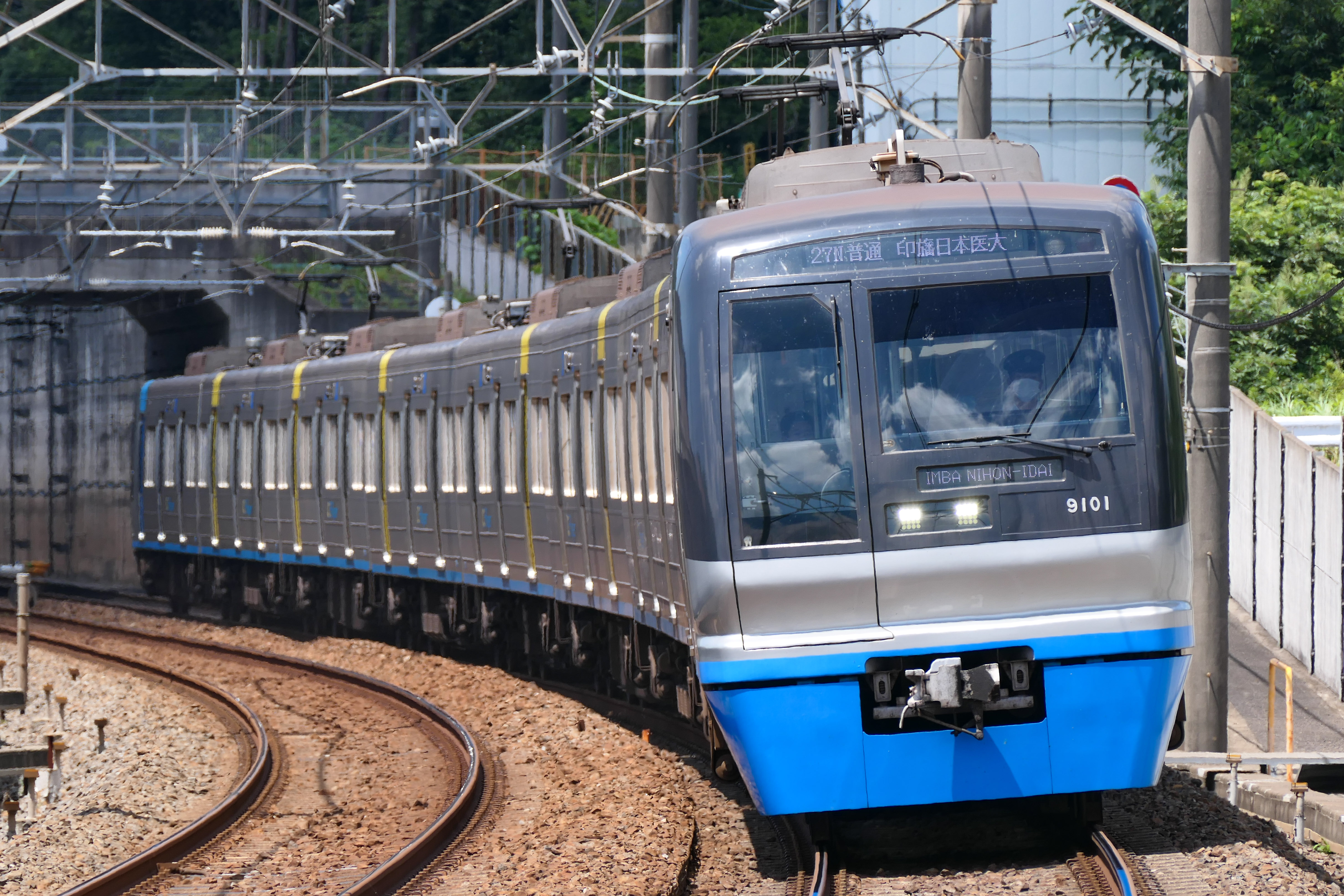
正面上部
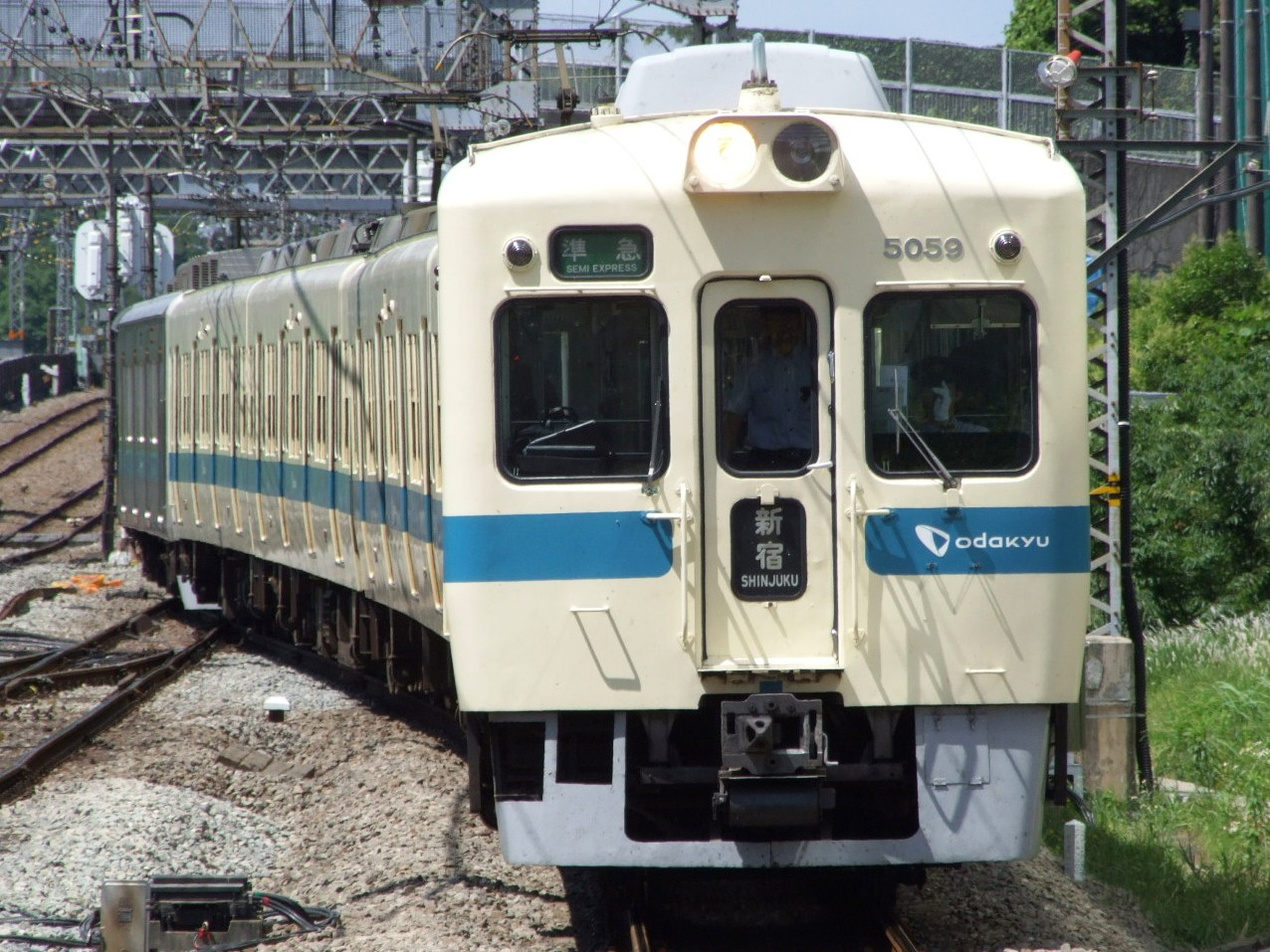
正面中央下
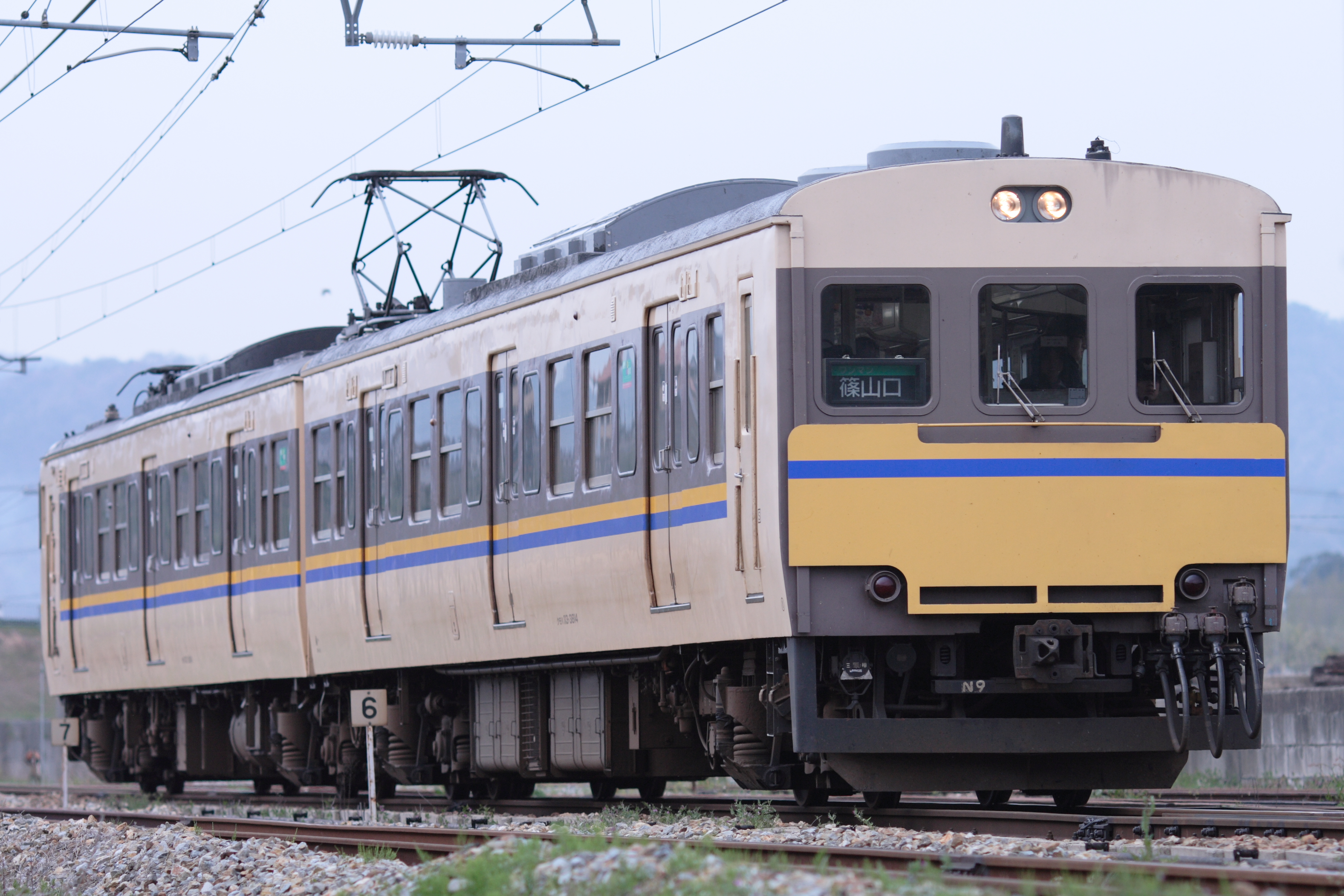
正面窓内
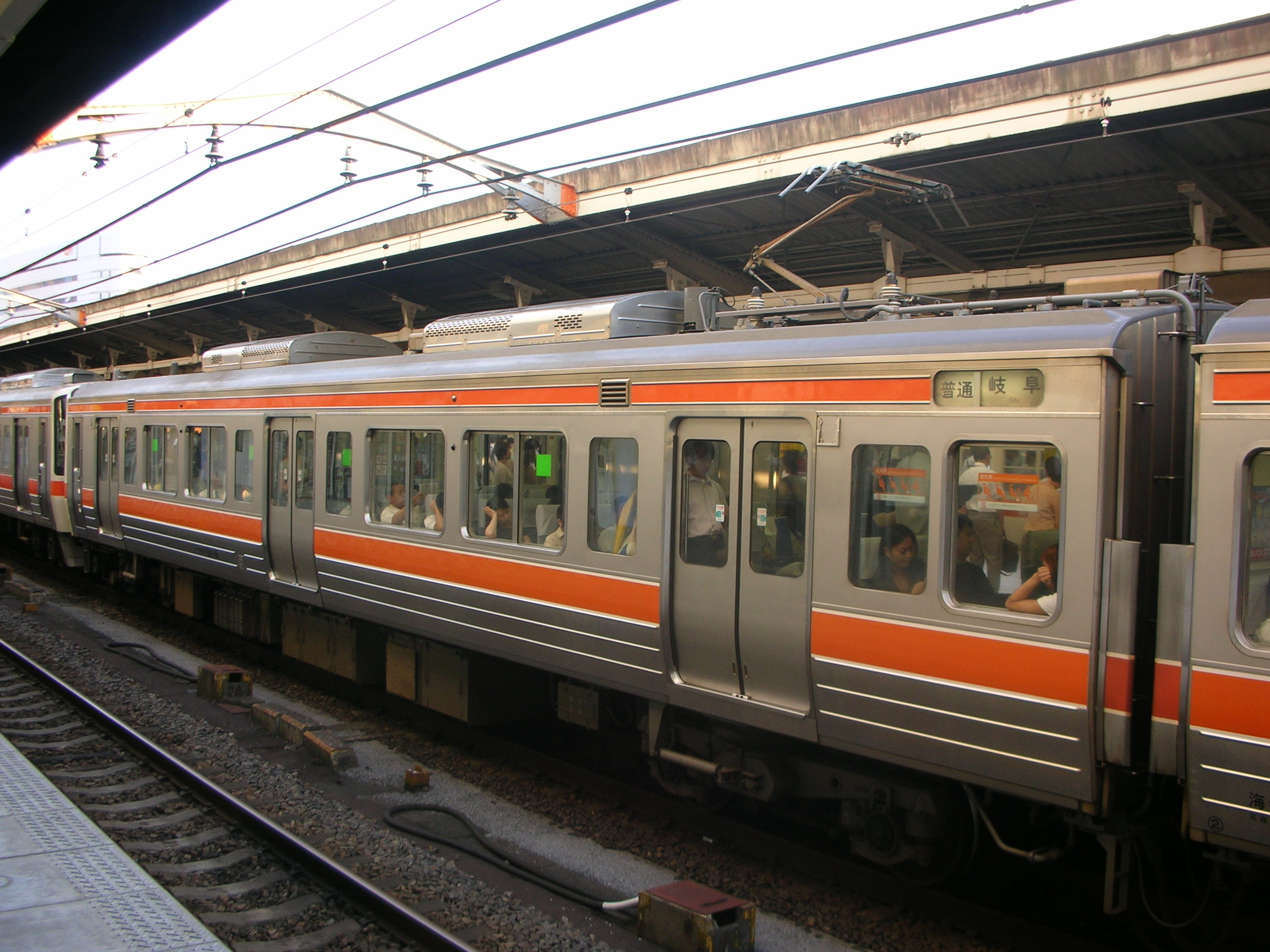
側面車端部
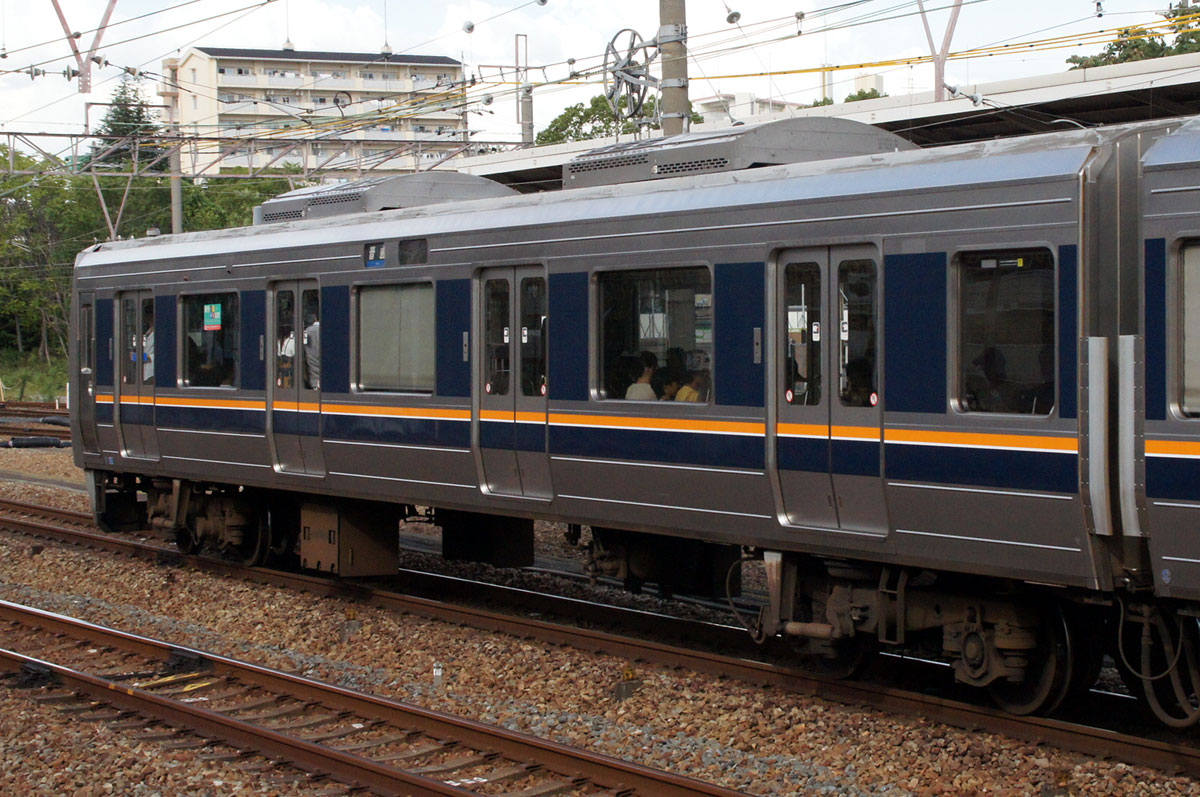
側面中央部
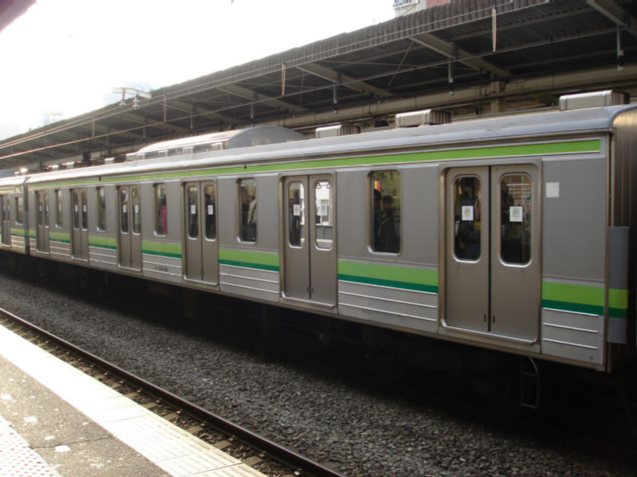
側面の方向幕がない車両
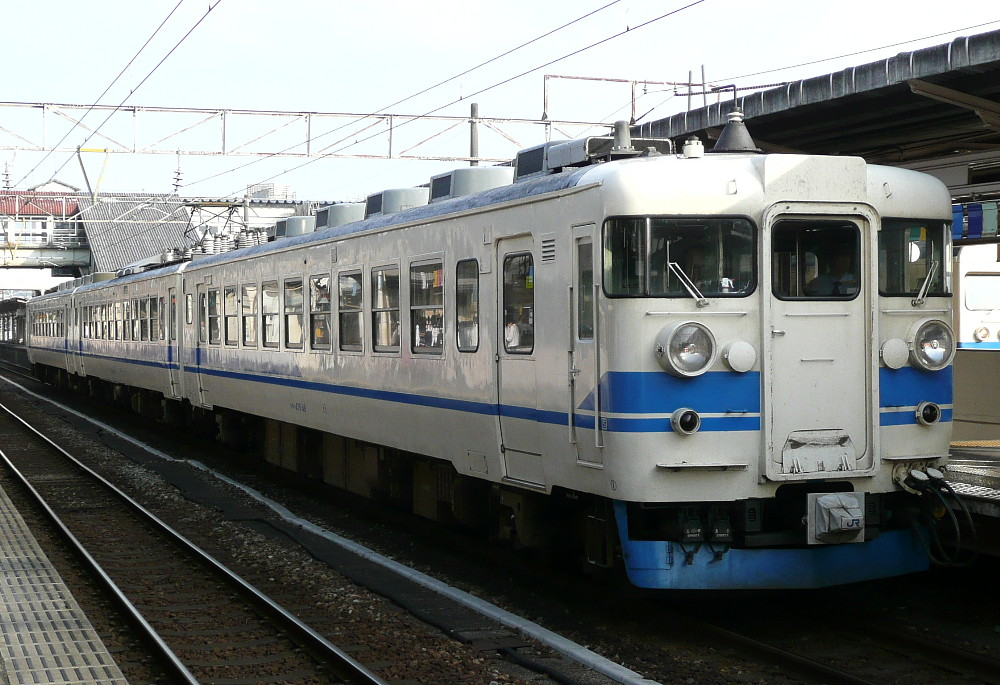
正面、側面ともに方向幕がない車両
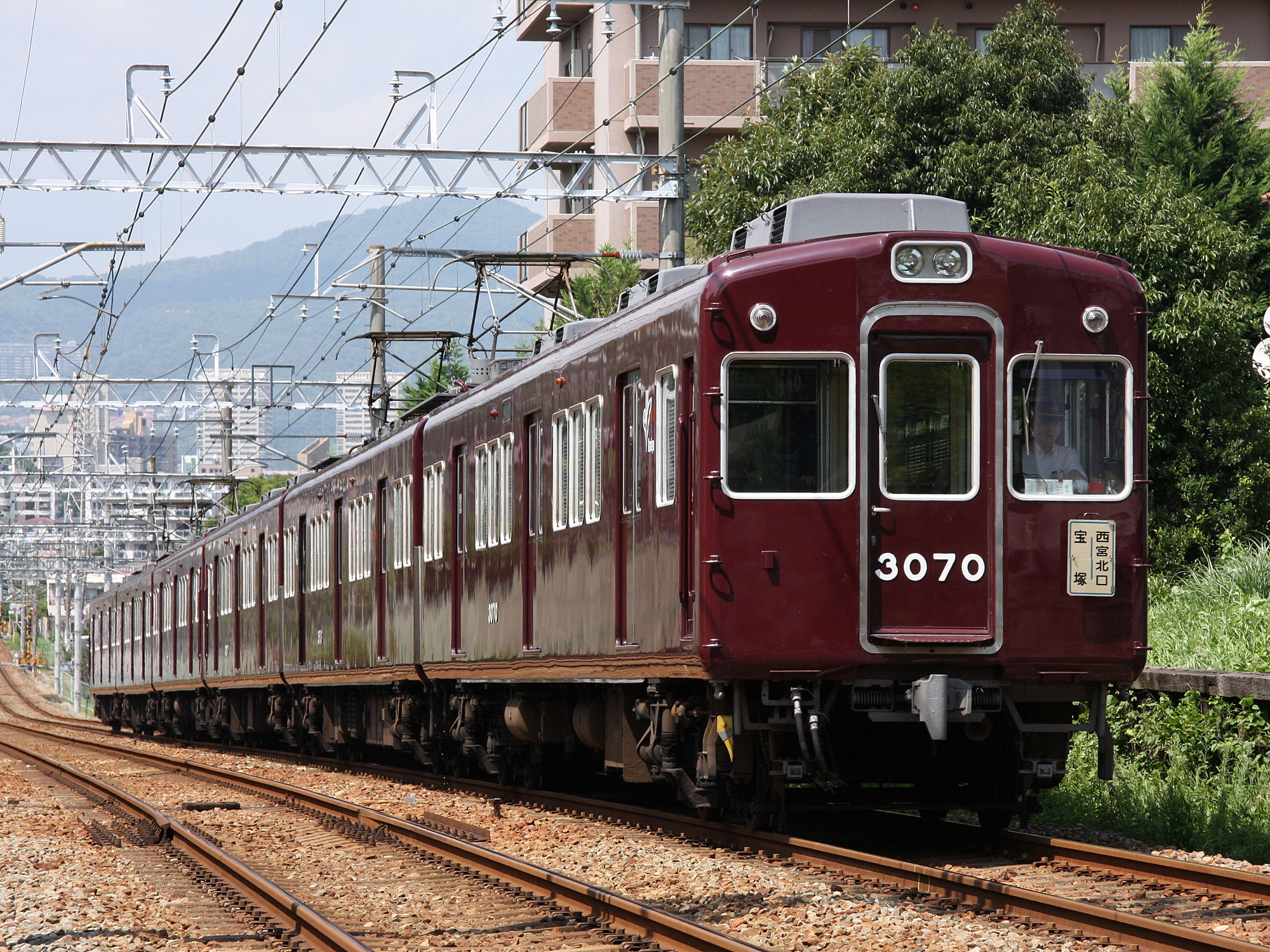
正面、側面ともに方向幕がなく代わりに前面に列車の両端の終着駅を表示した方向版を設置した車両

#### 方向幕の切替

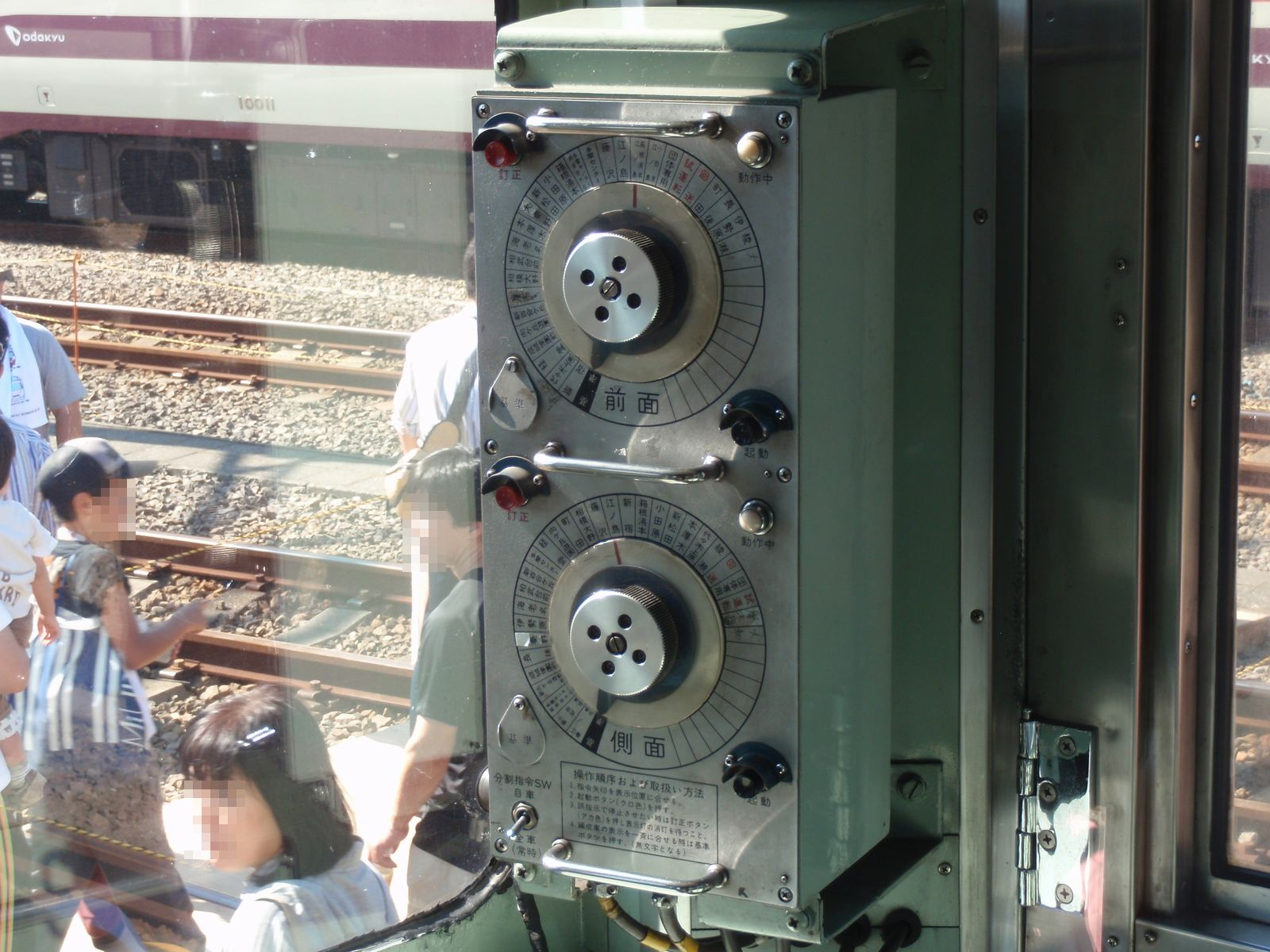
ダイヤル式字幕表示機操作盤の例（小田急5000形電車）

方向幕は手動、または電動で切り替えられる。手巻きの幕は、幕の内側に番号が小さく記入されており、ハンドル近くに掲出された行先対照表と照らし合わせながらハンドルを回して表示させる場合が多い。
電動幕は、乗務員室に装備された指令機により、編成中の全字幕表示機を操作する。電動幕の初期の採用例としては国鉄481系電車や長野電鉄0系電車が挙げられる。私鉄によっては、東武8000系電車などダイヤルではなく列車種別ボタンと行先ボタンを押して表示内容を決定するものがある。また、ダイヤル式指令機では、小田急電鉄や遠州鉄道などのように、表記されているのが数字ではなく表示内容になっている事業者も存在する。
電圧比較式、パルスコード式などスムーズに動くものは、国鉄では201系や205系など1980年代以降に新造された車両などに多い。同期進段式は、コマごとに一瞬停止する。電動式方向幕を搭載し始めたばかりの頃からの一般的だったもの。103系や113系、183系、205系横浜線など国鉄中期以降に製作された車両に多い。

#### 路面電車における系統表示

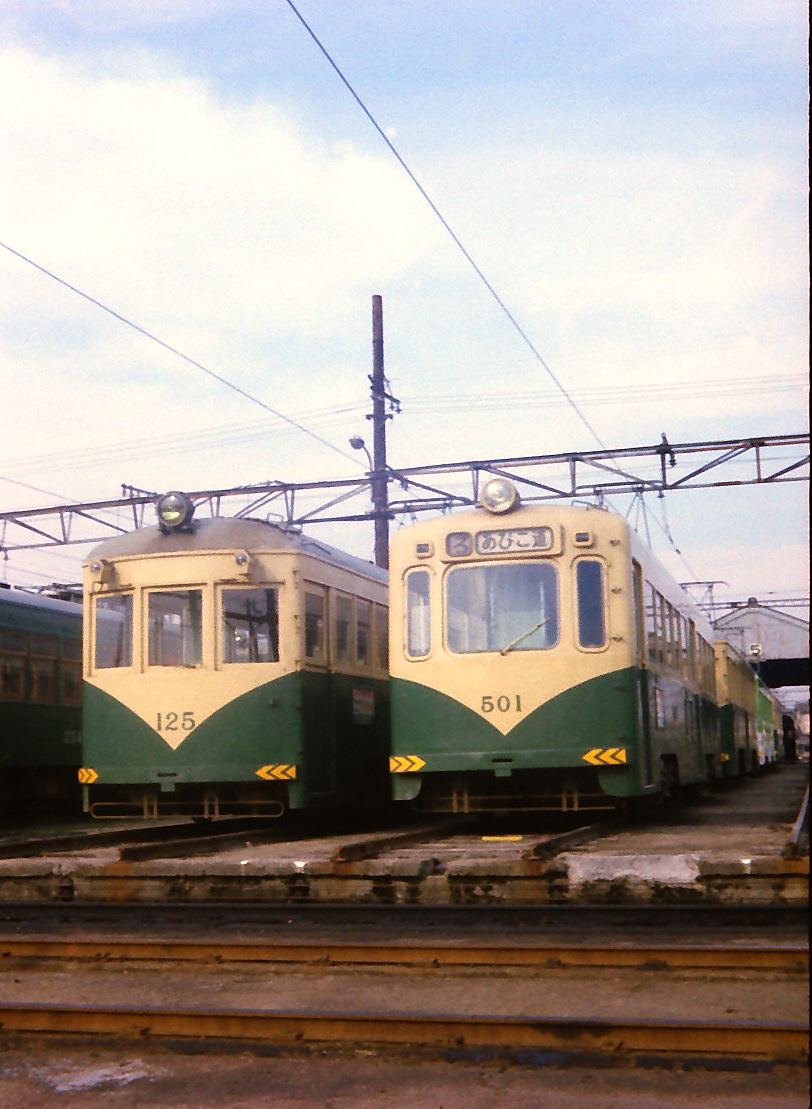
「いろは」系統幕を使用していた阪堺501型（右）1975年大和川検車区

系統のみ表示する装置は、大阪市電、南海電鉄阪堺上町線（現・阪堺電気軌道）などに見られる程度で、ほとんどが方向幕に行き先と系統番号が一緒に表示される。大阪市電は戦前は「いろは」表示であったが、戦中に番号に変更した。南海も1970年代まで阪堺上町線501型、351型の系統幕に「いろは」を使用していた。戦前の都電では急行、割引、満員等を表示する種別幕と、系統幕がある車両が存在した。

### 韓国
韓国の地下鉄では日本と同様の方向幕があり、近年はLED化されている車両が多くなっている。ただし側面の方向幕については、各駅へのホームドア（フルスクリーンタイプ）設置により確認困難となるため、使用を中止した車両もある。
通常は、行き先をハングルと英語で併記（LED車の場合、ハングルと英語を交互に表示、光州地下鉄では中国語・日本語も表示）し、首都圏電鉄の急行（日本の快速に相当）では、日本のような「種別 行き先」ではなく「行き先 急行 (Rapid) 」と表示されている。
ただし、環状運転を行っているソウル交通公社2号線では、内回り電車を「内線循環 (Inner Circle Line) 」、外回り電車を「外線循環 (Outer Circle Line) 」と表示している。かつては単に「循環（Circle line、その後 Circulation に変更）」とだけ表示されていた。またソウル交通公社6号線では、一部がループ線になっているため、ループ線のある鷹岩方面に向かう際は「鷹岩循環 (Eungam Loop) 」、鷹岩ループ線を過ぎると「峰火山」と途中で行き先が変わる。いずれも、途中どまりの列車の場合、通常通り行き先を表示する。

### 中国大陸
中国の中国国鉄（現・中国鉄路総公司）では、車体の側面のみ方向幕を設置されているケースが多い。列車番号と始発駅・終着駅が書かれていて、中国語で「水牌」と呼ばれている。
高速鉄道向けの車両は、LEDパネルに列車番号と始発駅・終着駅を中国語と英語で交互に表示されている。在来線向けの車両ではほとんどシールで表示されているが、近年は一部がLED化されている。

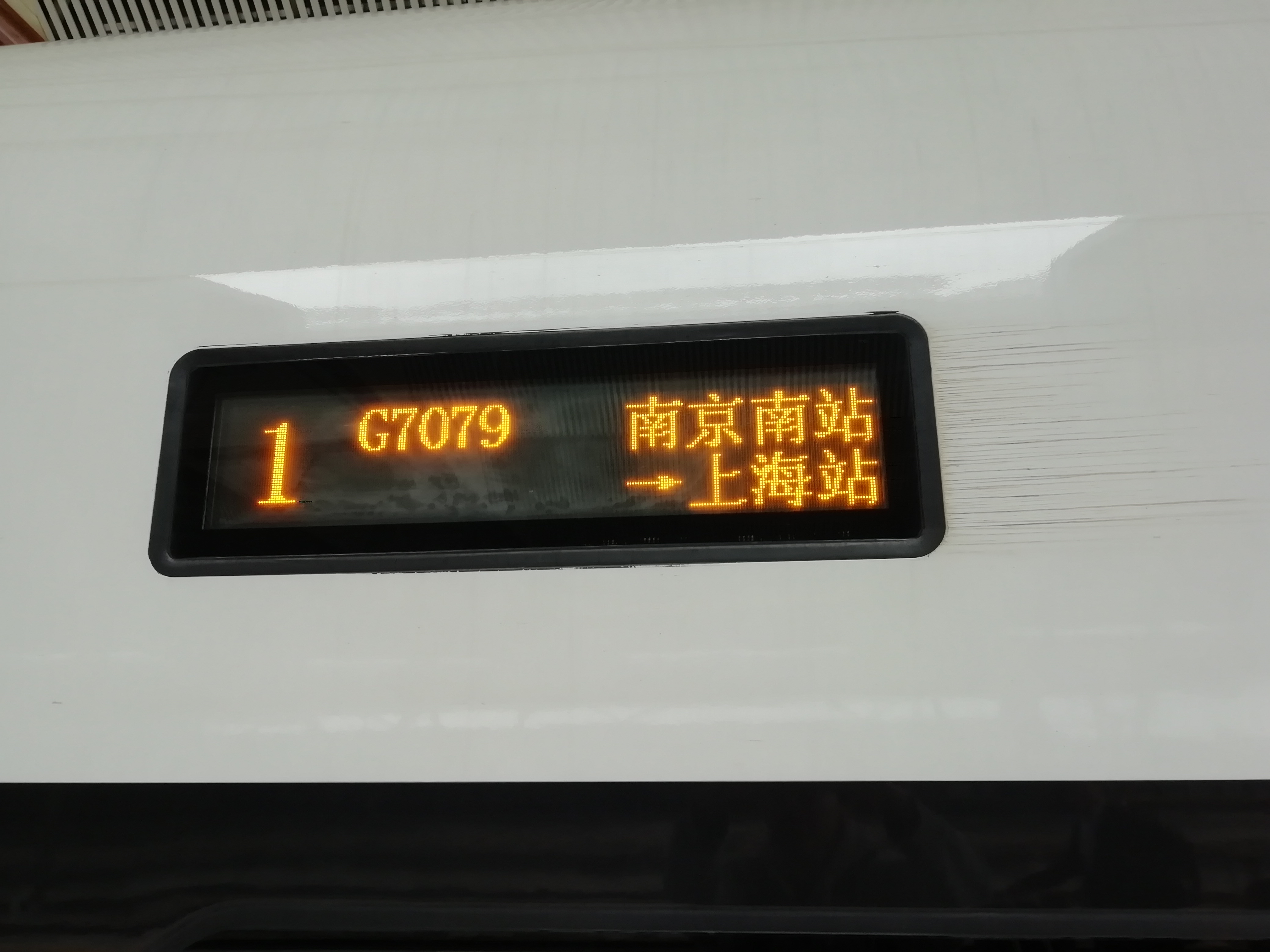
中国高速鉄道CR400BF型電車のLED方向幕
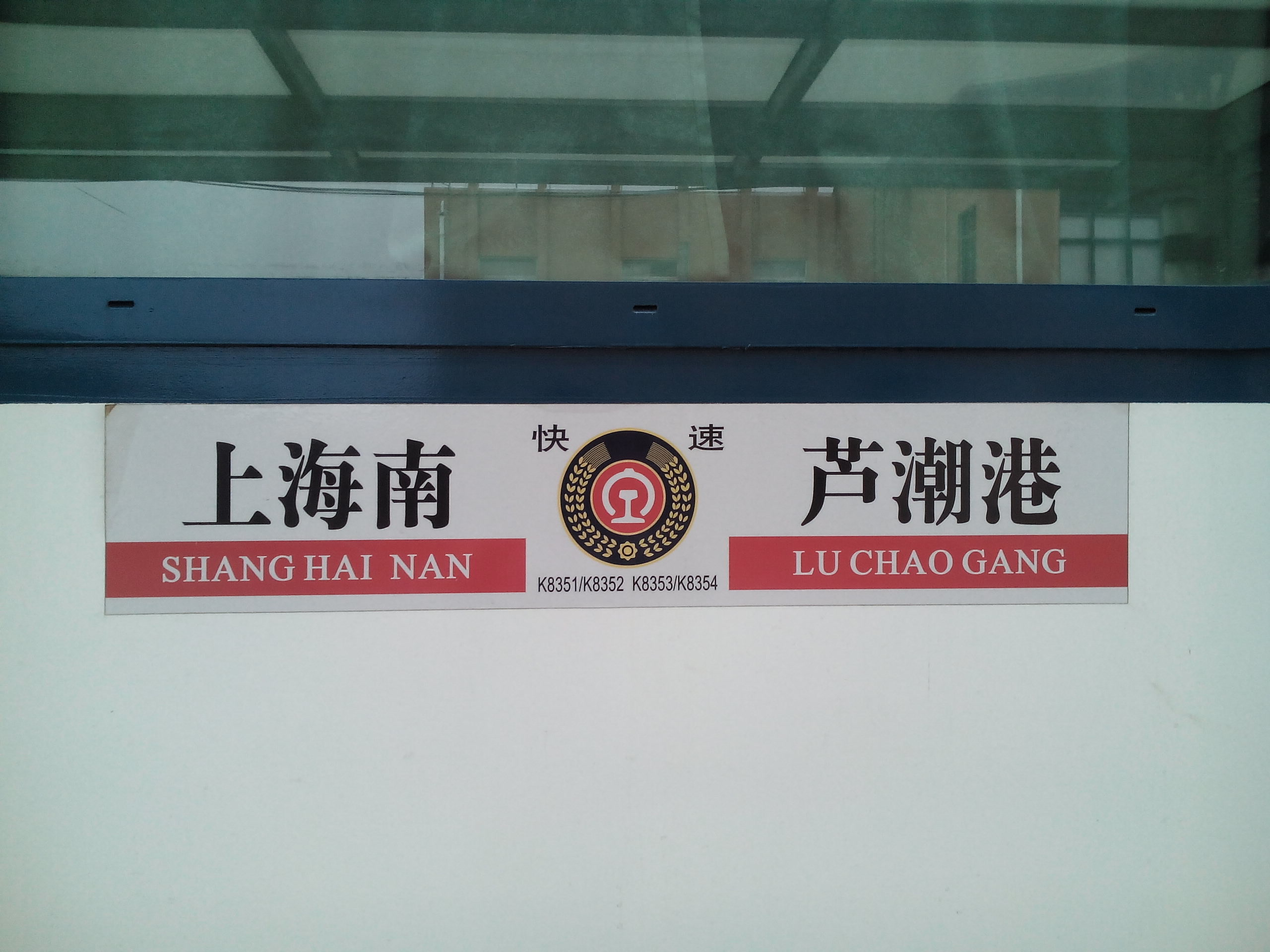
中国国鉄25T系客車のシール式方向幕

### 台湾
台湾の台湾鉄路管理局では、種別ではなく、列車名で管理されているため、方向幕には、列車名、行き先が表示されている。また縦貫線において、途中で線路が「山線」と「海線」に分かれるため、どちらを経由するかが記載されている。LED化された車両の場合、号車→列車番号→種別（列車名）→経由→行先の順に表示される。

### インドネシア
インドネシアのKRLジャボタベック (PT.KAI) の各車両にも方向幕が装備されており、行き先と列車種別が表示されている。

## バス

### 日本
| バスの正面（左）と側面（右）の方向幕 |  | バスの正面（左）と側面（右）の方向幕 |
| バスの正面（左）と側面（右）の方向幕 |  |                                      |

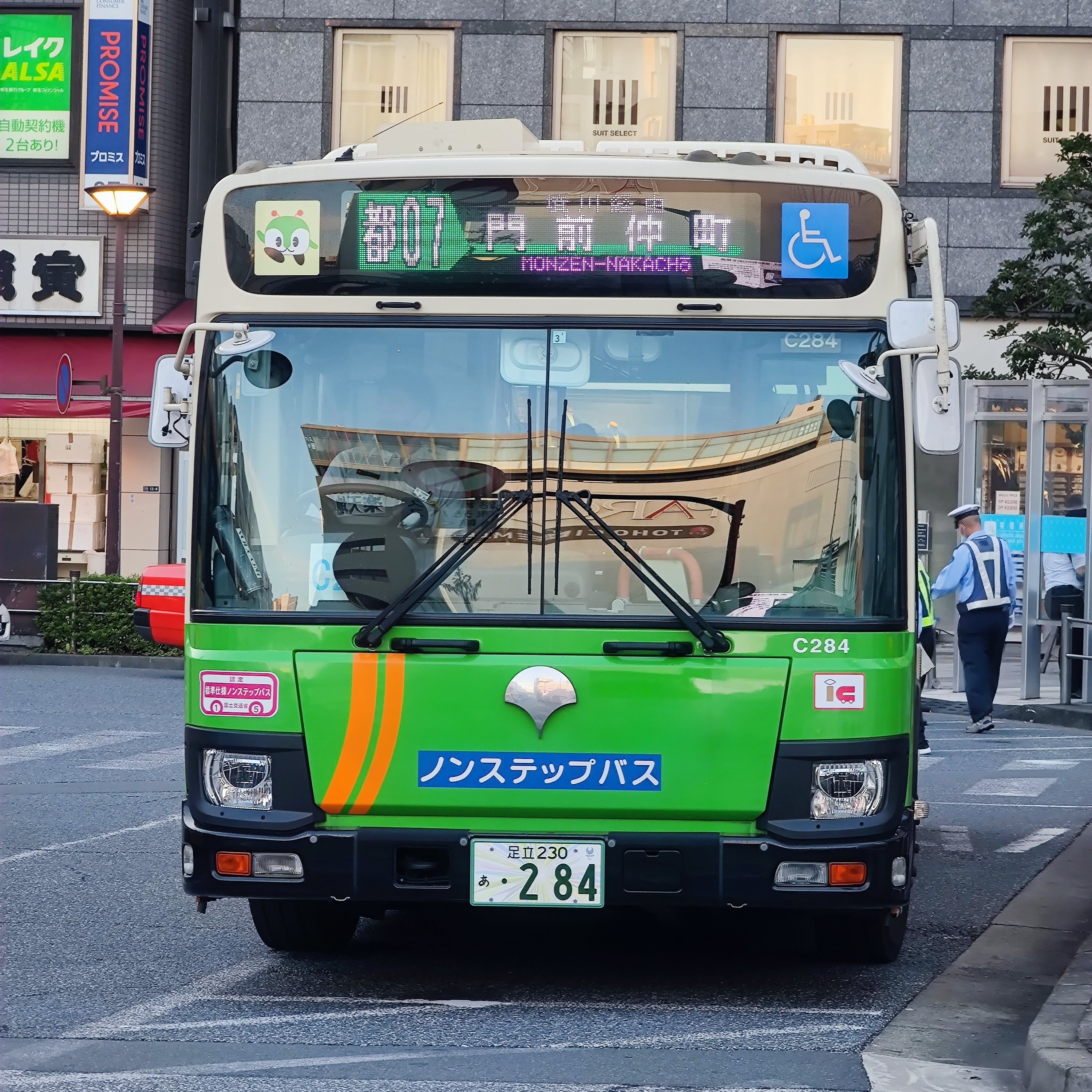
フルカラーLEDを使用した行先表示

バス前面、側面、後部に表示される。側面の表示には多数の経由地が掲載される。
路線バス後部の方向幕は、北海道では装備していない事業者が多い。1950年代には装備されていたが、1970年（昭和45年）ごろ導入の新車から廃止が始まった。なお、現在はじょうてつバスでは1997年（平成9年）から2000年（平成12年）に自社発注で導入、および札幌市営バスから引き継いだ同時期のバス車両には、方向幕のLED化と並行して後部に方向幕が装備されるようになった。2010年代半ばに入るとフルカラーのLED表示がバスにも波及し始めている。
この他に、かつては名古屋鉄道（2004年に名鉄バスに分社）が1970年代（おおむねディーゼル車の排出ガス規制がK-（昭和54年規制）の適用を受けていた時期まで）に導入していた路線車両でも、後部方向幕を装備していない車両が多かった。また、遠州鉄道も交通バリアフリー法が施行されるまでの導入車では、後部方向幕を装備していなかった。また、東武バスでは、観光地を除くと最後の利根川以北の車庫であった境車庫の配置車は、朝日自動車に移管される2000年まで後部方向幕の装備車はなかった。

#### 表示の形式
| 表示の形式                       | 表示の形式                                                                      | 解説 | 表示例 |
| -------------------------------- | ------------------------------------------------------------------------------- | --- | ------ |
| 終点のみを表示                   | 「（終点）」 （終点のみ表示）                                                   | 系統番号などが付加されていないか表示する必要のない路線の経由地を明記する必要のないもの                                           |        |
| 経由地と終点を表示               | 「（経由地）（終点）」 （経由地と終点を表示）                                   | 系統番号などが付加されていないか表示する必要のない路線の経由地を明記する必要のあるもの                                           |        |
| 系統番号などと終点を表示         | 「（系統番号など）（終点）」 （系統番号などと終点を表示）                       | 系統番号などが付加されている路線で経由地を明記する必要のないもの                                                                 |        |
| 系統番号などと始点終点両方を表示 | 「（系統番号など）（始点）-（終点）」 （系統番号などと始点-終点を表示）         | 系統番号などが付加されている路線で経由地を明記する必要のないもの 短距離区間の場合や、使用頻度が低い表示のコマ数節約で見られる。  |        |
| 系統番号などと経由地・終点を表示 | 「（系統番号など）（経由地）（終点）」 （系統番号などと経由地さらに終点を表示） | 一般に上に該当しないもの |        |
| 大まかな地名と終点を表示         | 「（地名（終着）地名）」 「（地名（終着））」                                   | 終着停留所名ではあまりに細かすぎる場合は、市町村名や広域地名を表示させてわかりやすくする場合がある（中距離系統や団地路線に多い） |        |
| 種別のみを表示                   | 「（急行など）」                                                                | 学生輸送や通勤輸送など利用者や行先が限られ、種別を前面に強調して表示する場合に使用                                               |        |

系統番号や経由地などが別の幕に記載されることもある。また高速バス、都市間バス、中距離・郊外路線、近距離団地路線などでは、終着の停留所名ではなく都市名あるいは大まかな地名を記載し、わかりやすくする場合（例：「都城」、「つくば・土浦」、「○○団地」など）や究極的には終着停留所名と一致しない場合（「新鹿沼」）もある。これらは、ターミナルなどでインデックスの役割を果たすためである。
また、行き先となる駅の所属路線名やバス路線向かう方向などの情報を方向幕の地の色によって示している路線もある。

#### 経由地表示の切替

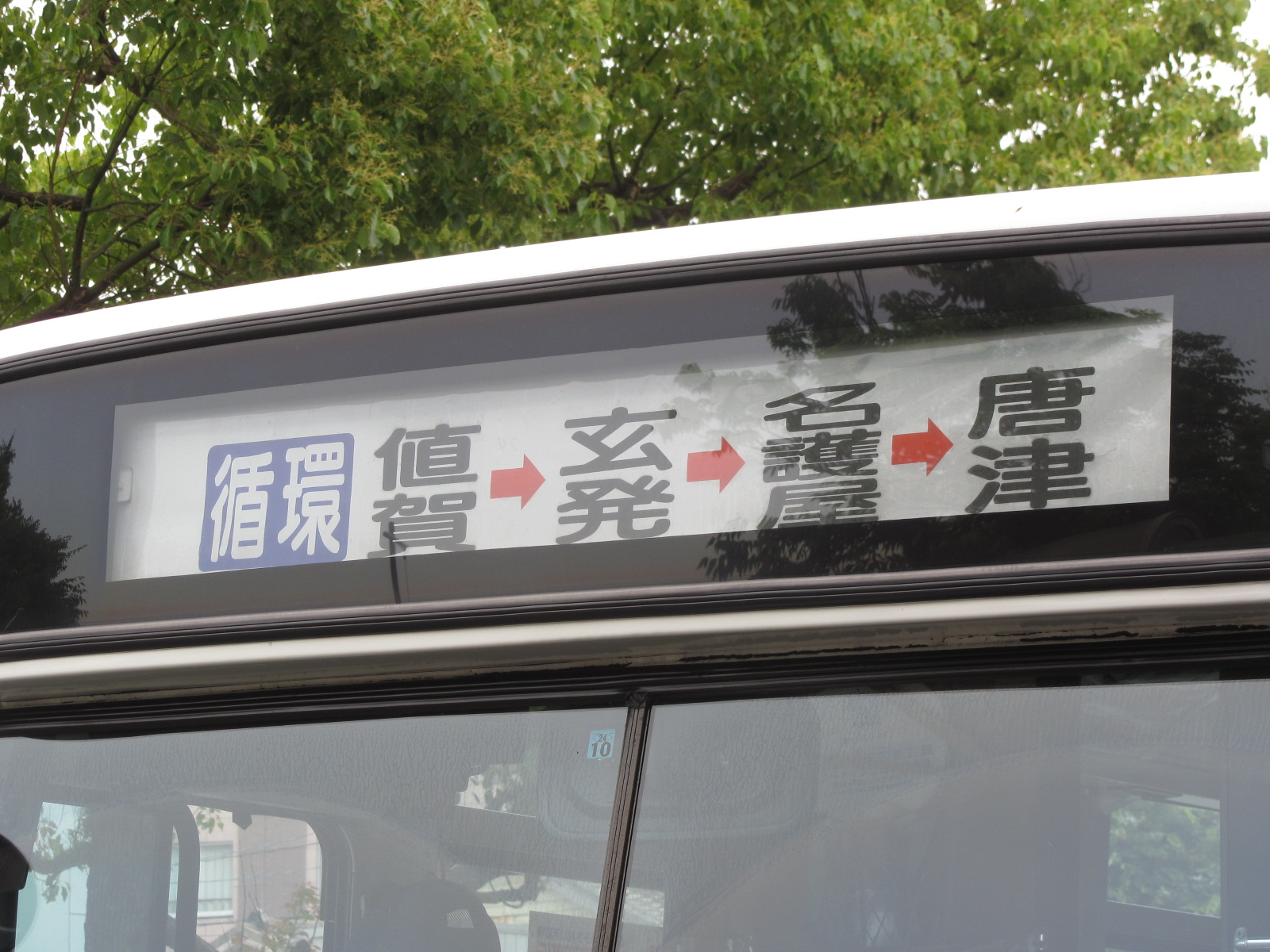
循環線の表示例（昭和バス）

循環線などの場合、ひとつの方向に対して複数の表示を用意し、適当な停留所を通過するごとに乗務員が操作して表示を変えるという形をとる場合が多いが、始発から終点までの経由地を矢印でつないだりすることでひとつの表示にまとめることもある。
またLED式の場合、表示の変更が容易なため、走行中に途中経由地の表示を変えることができる（西鉄バスなど）。LED式の場合は幕式と異なり、物理的な限界がないため、メモリーカードの容量の上限までコマ数を増やすことも可能である。

#### 最終便・深夜バスの表示
事業者によっては、幕を照らすランプの色を変えて最終の1本前（緑色）・最終（赤色）を示しているところがある（LEDに取り替えられた路線では端のLEDの点灯色を赤や緑として示している）。
また東急バスや横浜市営バスなど、幕自体の地色を変えて深夜バスである旨を示す事業者もある。前述の2社はともに緑地に白文字、LEDでは緑枠としている。
国際興業バスではLED幕の際に「行先」と「最終バス」を交互に表示する。側面・後面は日本語のみターンされる（例：最終バス THE LAST BUS→池55 小茂根五丁目）。
東武バスでは、本来は系統番号が表示される部分に「終バス」と表示する（例：北01 西新井大師→終バス 西新井大師）。

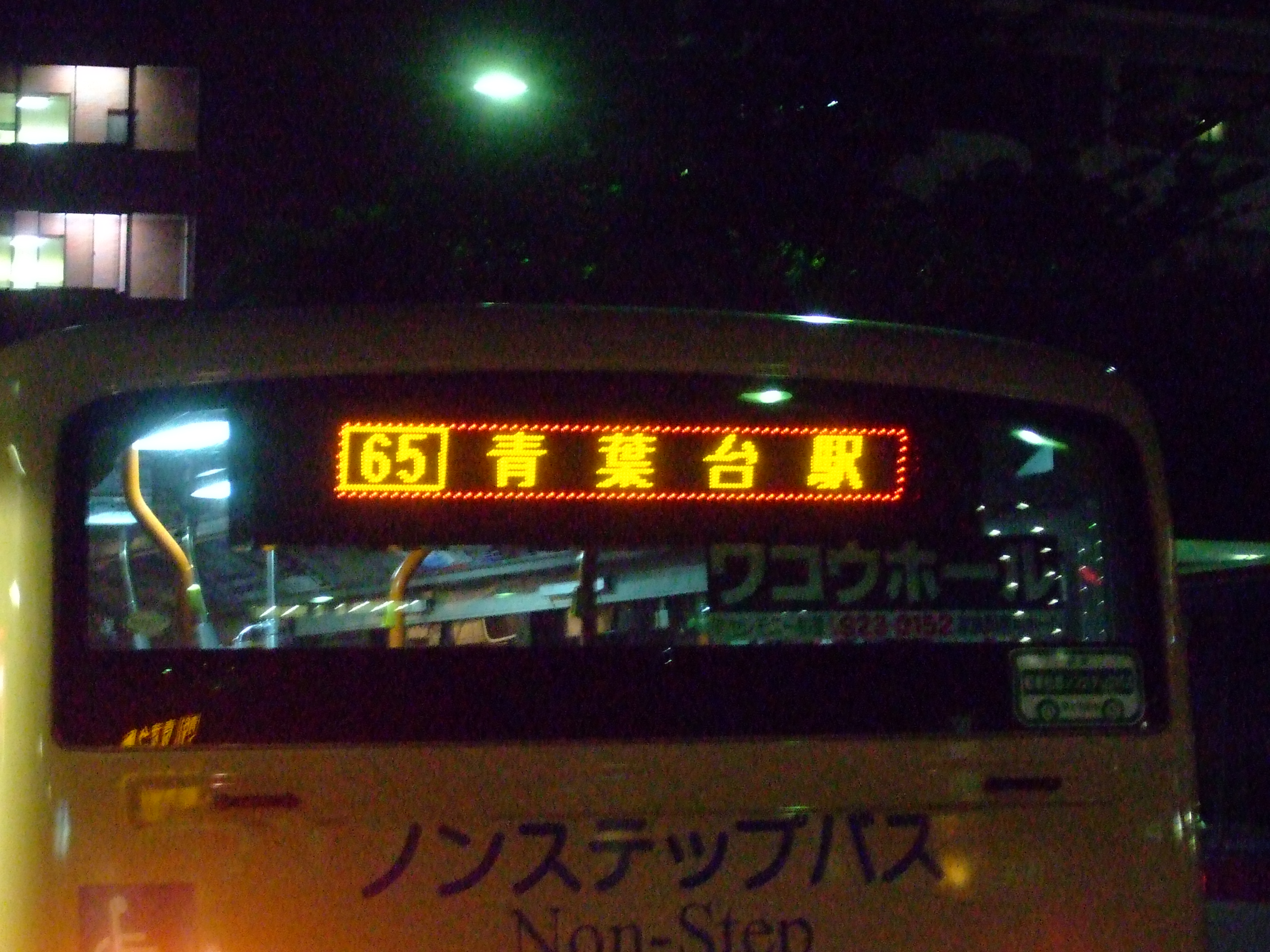
最終便表示の例（後方）
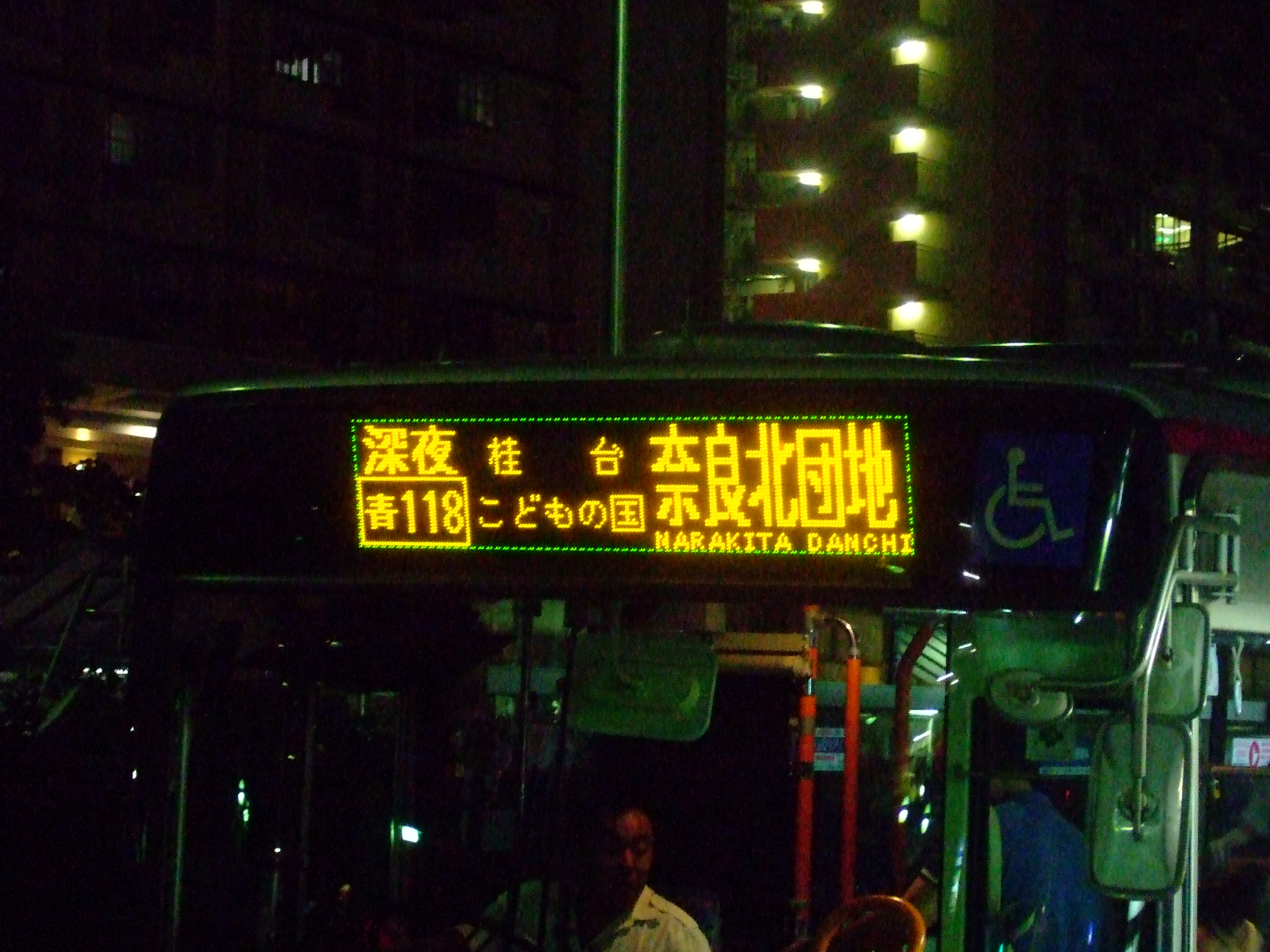
深夜バス表示の例（正面）
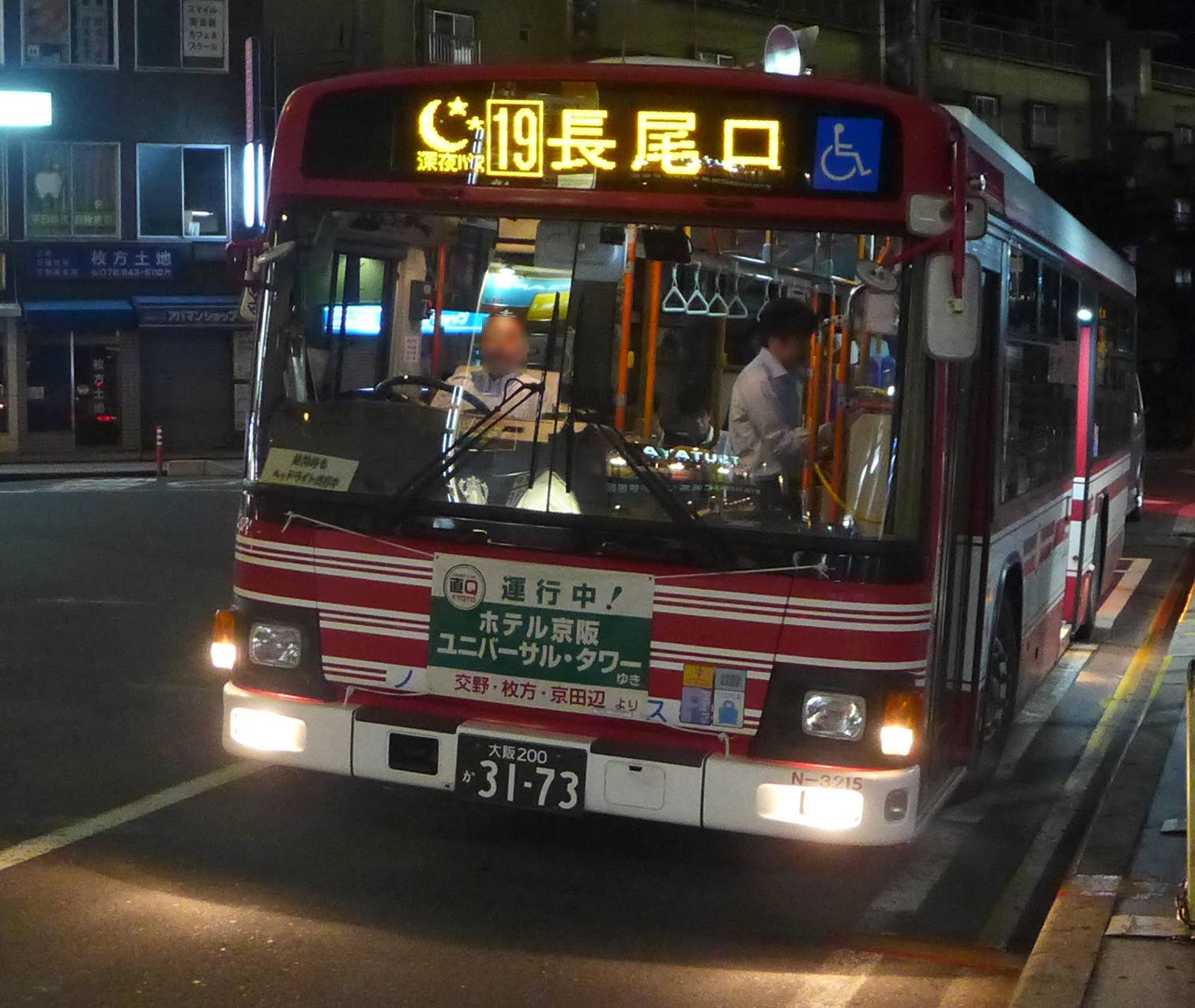
京阪バスにおける深夜バス表示の例
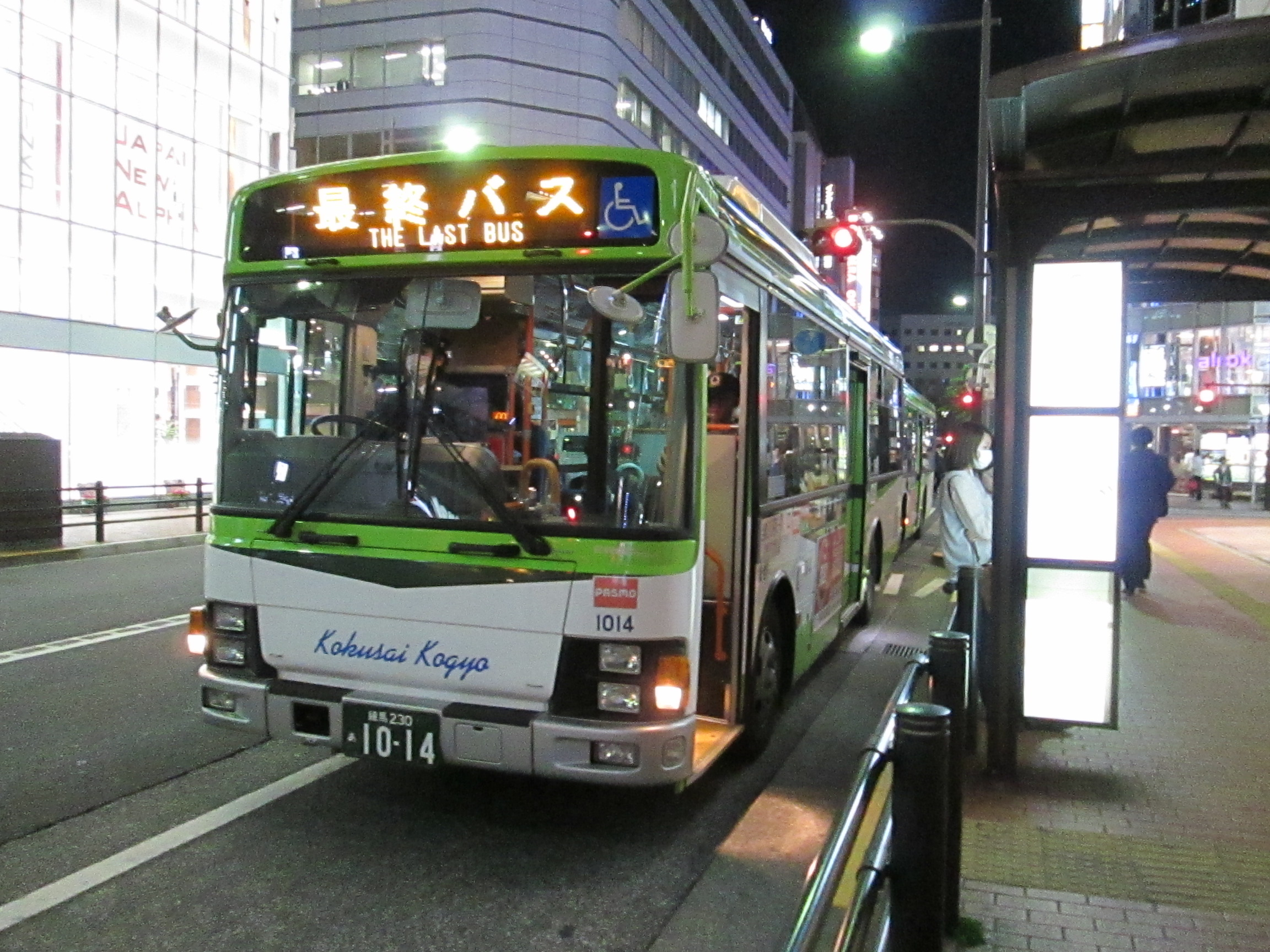
国際興業バスにおける「最終バス」の表示

#### その他の表示
| 種類         | 種類                                                                           | 解説 | 表示例 |
| ------------ | ------------------------------------------------------------------------------ | --- | ------ |
| 回送中       | 「回送」「回送中」「回送車」「廻送」「廻送車」                                 | 回送中のバスであり利用できないことを表示。多くのバスに「回送」もしくは「回送車」のいずれかの幕がある。一部の事業者では「すみません回送中です」と表記する場合もある。  |        |
| 貸切         | 「貸切」                                                                       | 路線バス車を特定の団体等が貸し切っていることを表示。 |        |
| 臨時         | 「臨時」「臨時便」                                                             | イベント等の多客時に設定される臨時運行であることを表示。 |        |
| 代行         | 「代行バス」「列車代行」「鉄道代行」「代行輸送」                               | 災害等により鉄道が不通となった際に設定される鉄道代行バスであることを表示。                                                                                            |        |
| 事業者名     | 「○○バス」「○○交通」                                                           | 該当する表示幕が存在しない場合等に表示。 |        |
| フリー乗降   | フリー乗降のマーク等                                                           | フリー乗降区間を含む系統の場合に表示。 |        |
| 乗降中       | 「乗降中」                                                                     | 停留所において利用客が乗降中であることを表示。 |        |
| 教習車       | 「試運転」「教習」「教習車」「訓練車」「研修車」「教習中」「訓練中」「研修中」 | 社員教育や新路線・経路変更路線の開設準備による教習などにより、教習中のバスであることを表示。                                                                          |        |
| 緊急事態表示 | 「SOS」「緊急事態発生」「異常事態発生」                                        | テロ・バスジャックなど緊急事態が発生した場合に表示。 |        |
| 故障車       | 「故障」「故障車」「けん引中」                                                 | 車両故障で緊急点検を行う際や、自走不可能となり救援バスによりけん引移動となった際に表示。東京都交通局などで使用されている。                                            |        |
| DPF再生中    | 「DPF再生中」「DPF再生中 高温注意!!」                                          | アイドリング時にディーゼル微粒子捕集フィルター（DPF）を燃焼再生させる際にマフラー周りが高温になることから、周囲への注意喚起のため表示。名鉄バスなどで使用されている。 |        |

##### 特殊な表示
また、イベントではないが、停車中に後方の表示機に「衝突注意」を表示するバスもある。
青森県の弘南バスでは他社局から購入した車両の内、後部方向幕を装備している車両は、方向幕の上に広告ステッカーを貼っている。なお、弘南バスでは幕表示の車両は五所川原市内循環100円バスのみ後部方向幕を使用していたが、2012年（平成24年）初夏の車体更新で後部方向幕を撤去した。ただし、2016年（平成28年）10月1日の路線再編により前方方向幕の使用を開始した（それまでは方向幕を使用せず、表示窓の上に固定表示していた）。
特殊な例として、熊本県内を走る熊本バスでは、一部を除き車両の後方方向幕は「熊本バス」と社名表記に固定された状態となっている。また、青森市営バスでは、車両の後方方向幕は電光表示ものを除き、表示窓の部分に｢青森市営｣のステッカーを貼っている。
また、イベント時には特別なイラストやデザインを施した行き先表示を行うことがある。例として、西鉄バスでは『AKB48 41stシングル 選抜総選挙』開票イベントが開催された折に、変更が容易なLED表示機の利点を生かして前面や側面を当該イベント仕様にしたバスを運行したことがある。
方向幕表示パターンの多い例として、神奈川中央交通大和営業所（現・神奈川中央交通東・大和営業所）に240表示の製品が納入されたことがある。

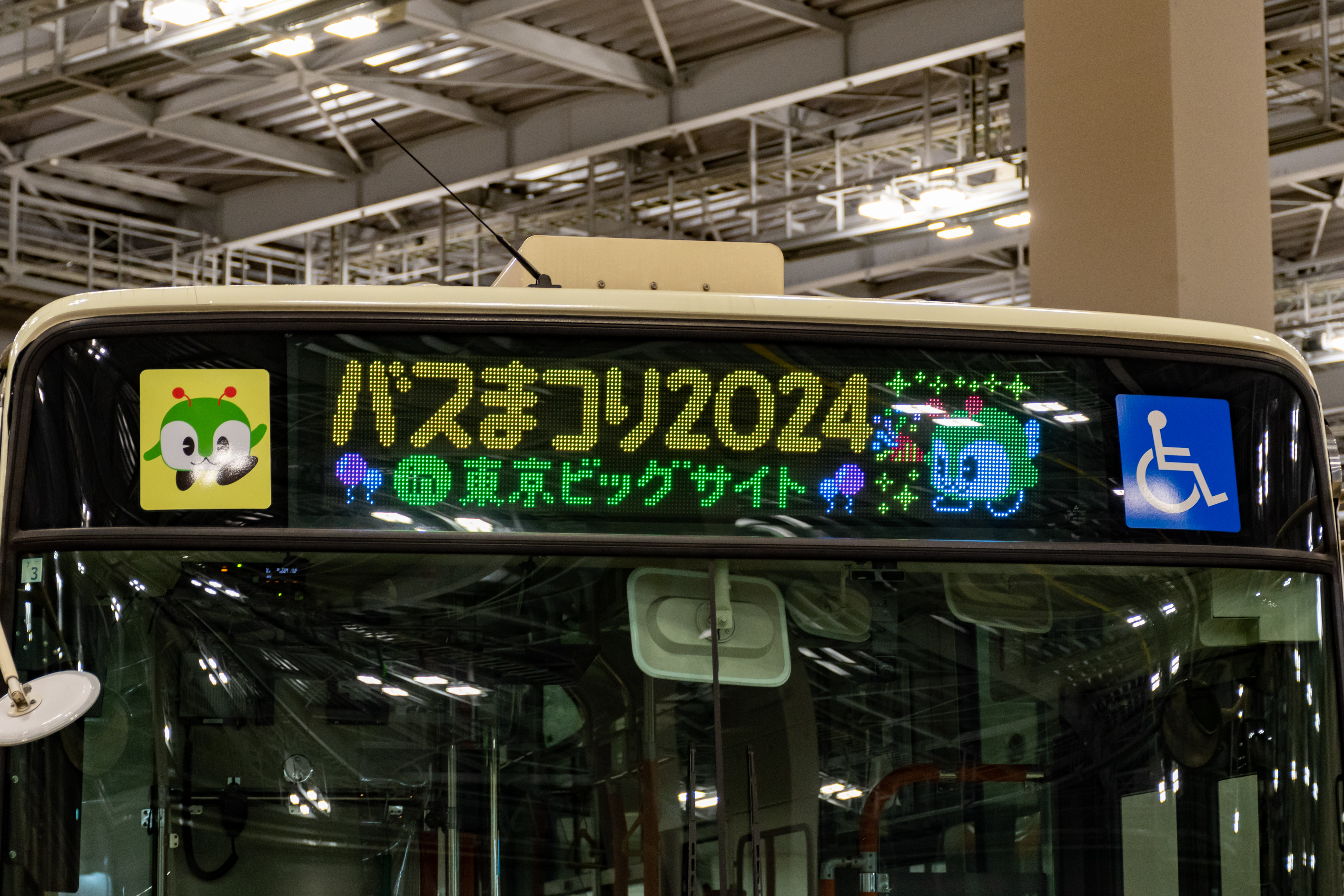
都営バスのイベントにおける表示

#### 設置箇所
正面・側面・最後尾に設置されるが、何かがない車両や一部をサボなどで表現する車両も存在する。
- 側面の幕に関しては、入口側のドアに近い位置に設置される事がある。
- 乗り降りのドアが変更になった場合やどちらからも乗り降りする車両などには、側面の方向幕がドアから遠いときもある。

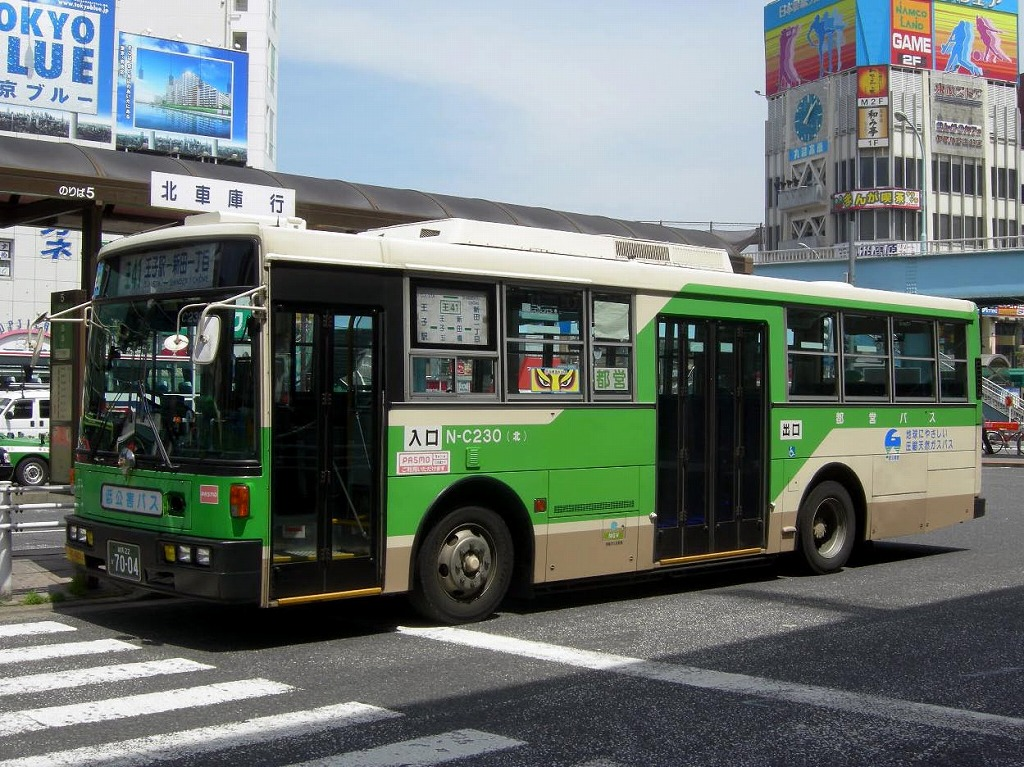
正面の方向幕は上部、側面の方向幕は入口となる前ドアの近くの窓部分
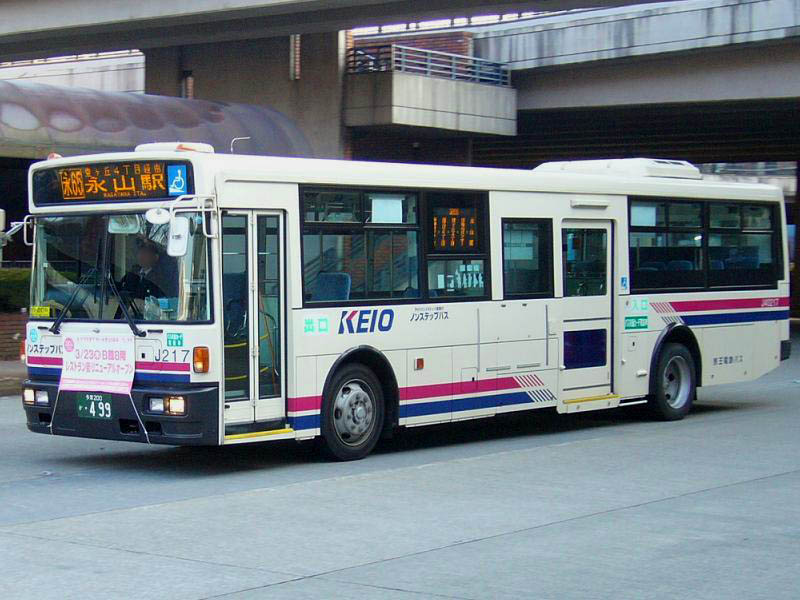
正面の方向幕は上部、側面の方向幕は入口となる中ドアの近くの窓部分
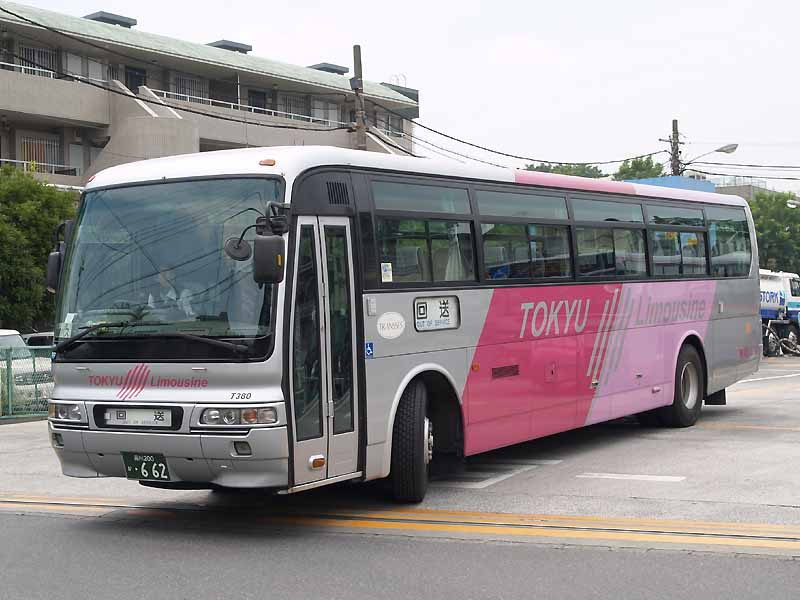
正面の方向幕は下部、側面の方向幕は入口となる前ドアの近くの窓の下
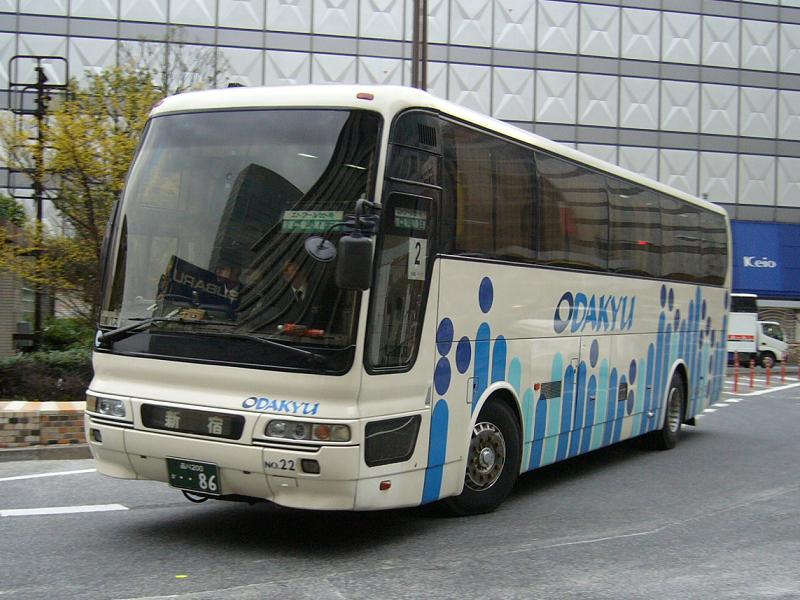
正面の方向幕は下部（正面・側面ともサボ状の物で補足）
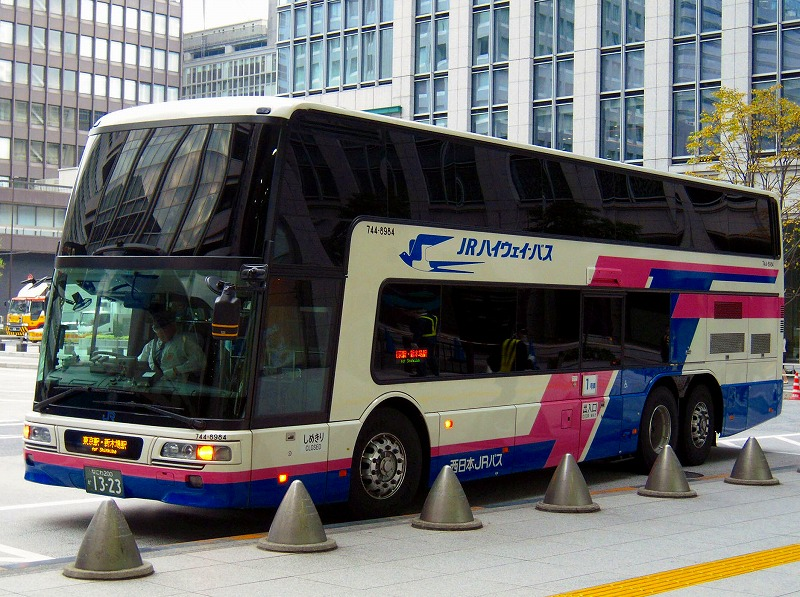
ダブルデッカー車の例。正面の方向幕は運転席下、側面は前ドアの近くの1階窓部分

### 中国
中国では、前面および側面に3桁表示が可能な7セグメントディスプレイのみ設けられていて（場合によってはLED）、バス停に番号に対応する停車表が設置されている。

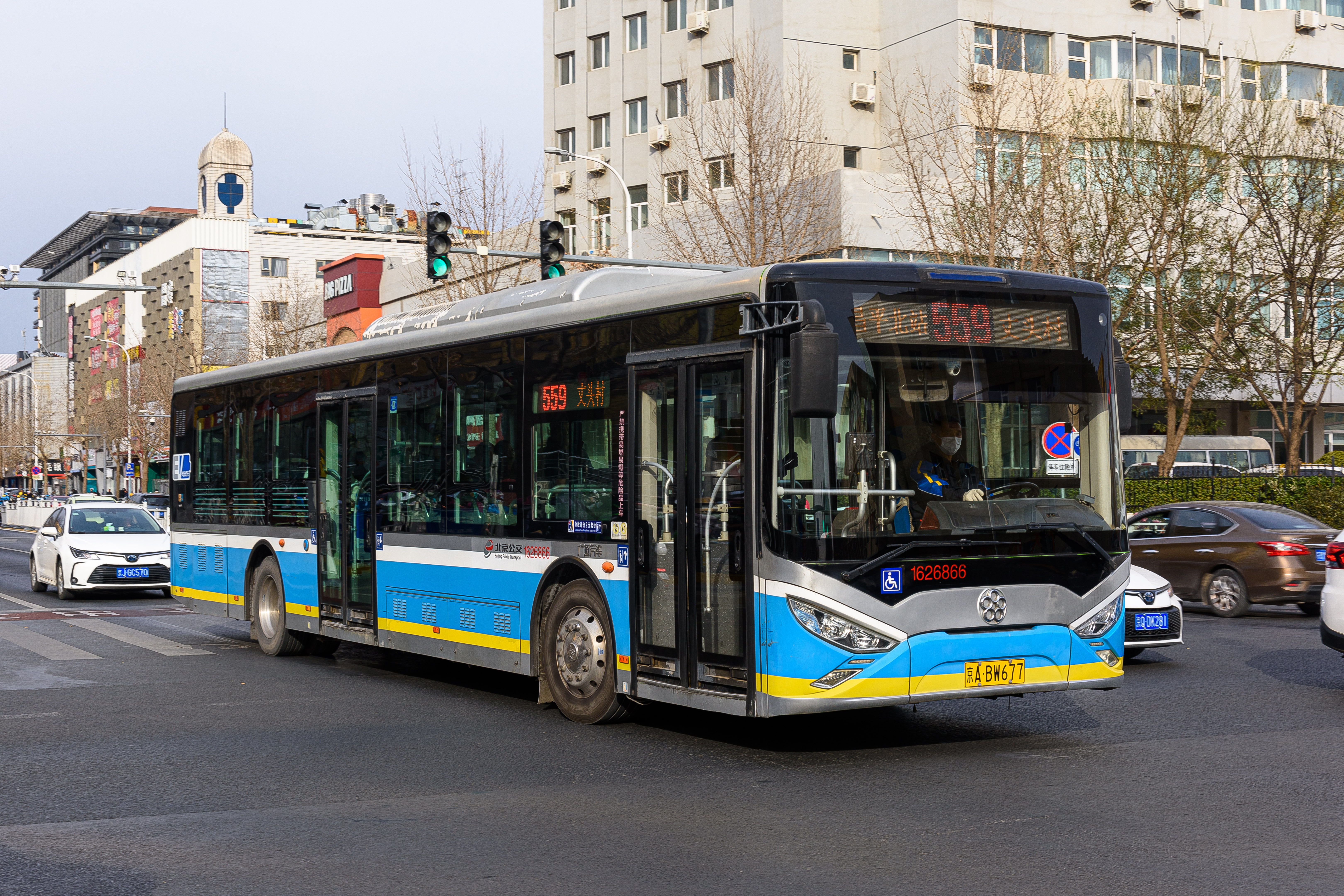
LED方向幕の例その1、正面の方向幕は系統番号と始点終点両方を表示して、側面の方向幕は系統番号と終点を表示
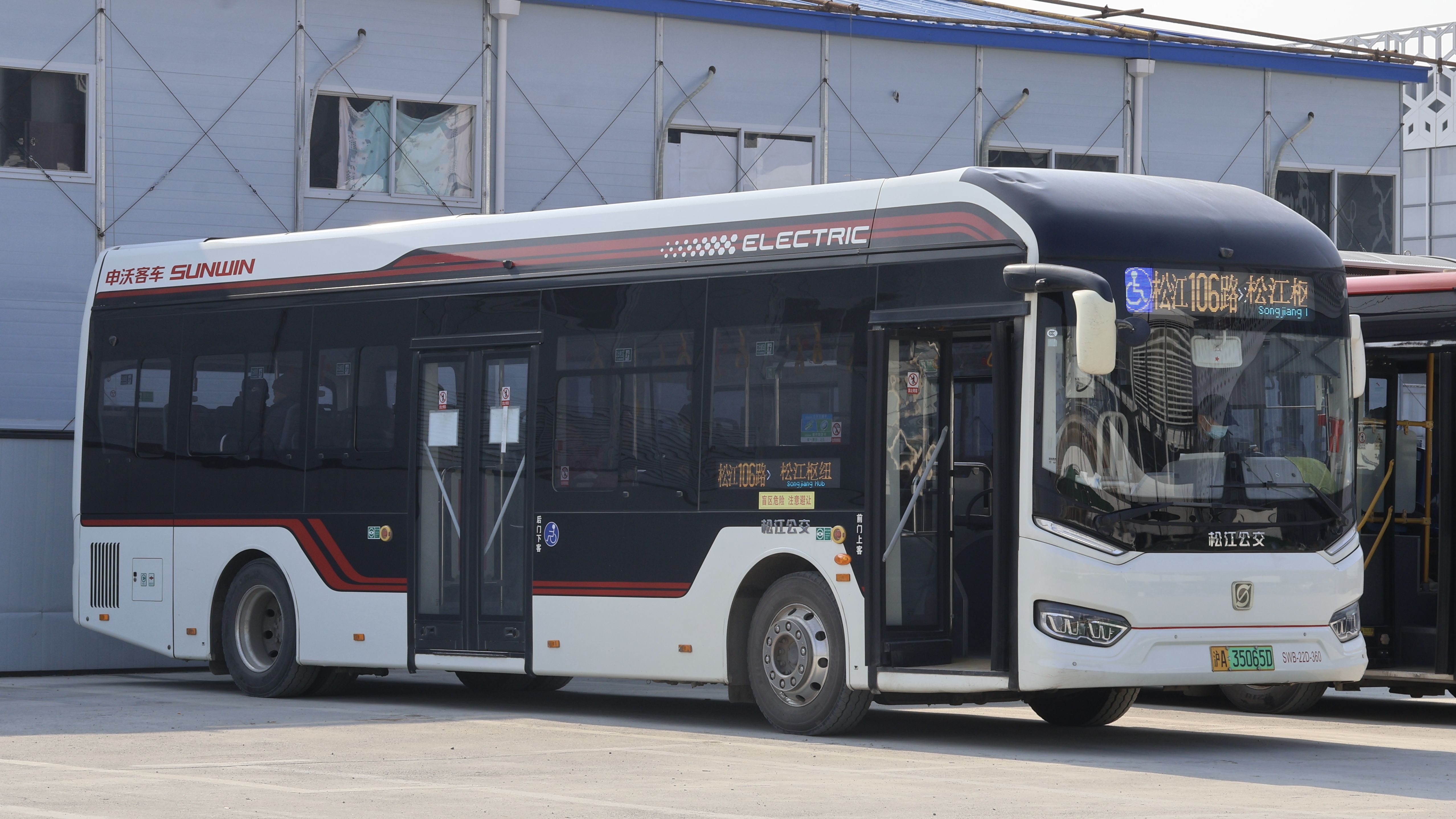
LED方向幕の例その2、正面の方向幕は系統番号と終点を表示して、側面の方向幕は系統番号と終点を表示
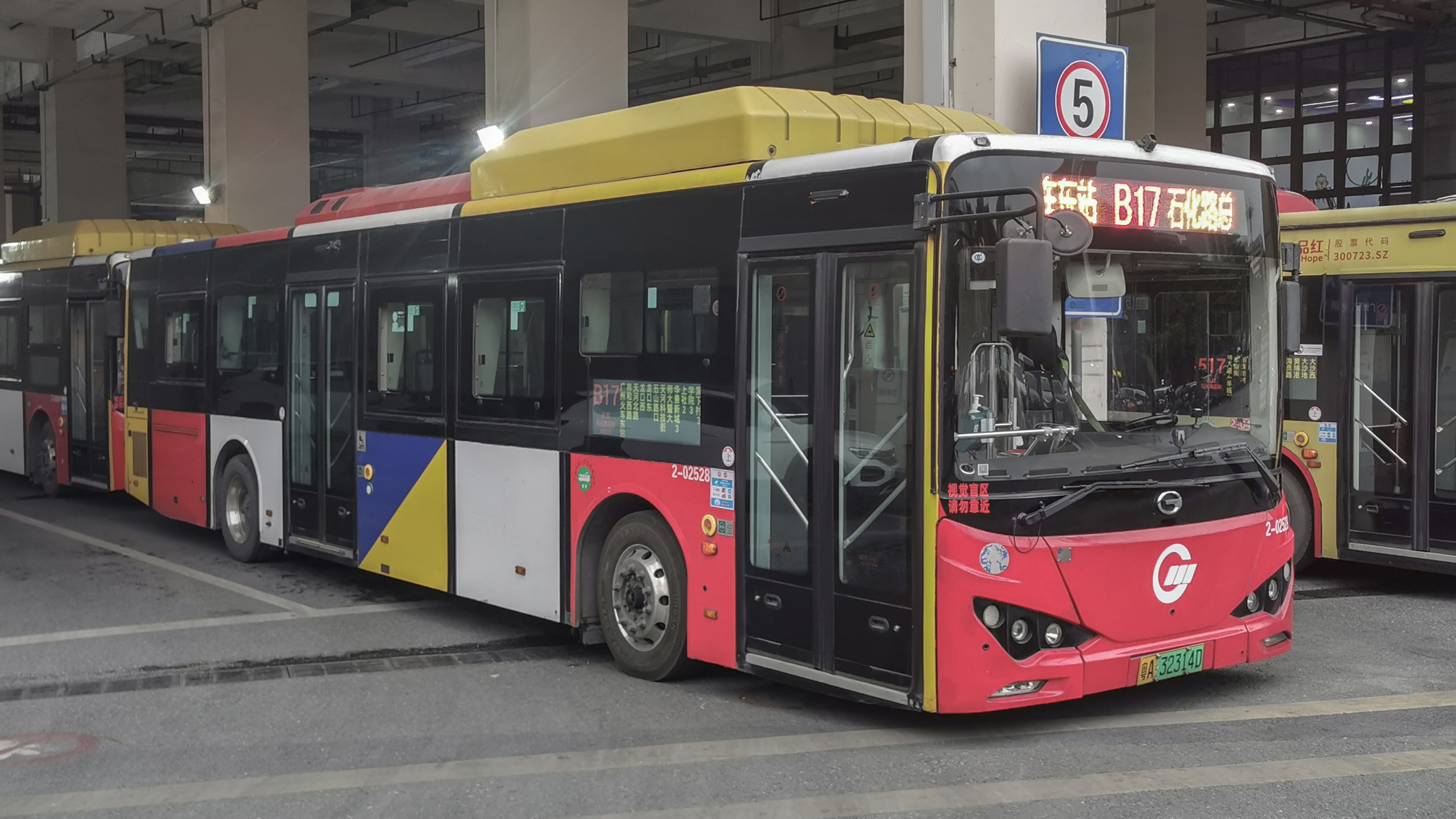
LED方向幕の例その3、正面の方向幕は系統番号と始点終点両方を表示して、側面の方向幕は系統番号と経由地を表示

### 韓国、台湾
韓国、台湾では、路線番号とともに両端のバス停名を表示しており、バスを見ただけでは、それがどちら側に行くのか分からない場合が多い。そのため、フロント部分に行き先を記載した紙が掲示してある場合もある。
韓国のバスは、行き先や経由地等をバス車体に直接貼り付けたものが多く、その路線でしか使用できないのが大半である（日本のような、回転式の方向幕がついていない車両が大半）。
表示は、現地語でしか表示していないことが多かったが、近年導入されている新型車では、LED式表示器を利用したものが多く、現地語と英語（韓国の市内バスの一部は日本語、中国語を、台湾のバスの一部は日本語と韓国語も表示）を交互に表示するようになった。またLED表示機では、先述の鹿児島市交通局のように、設定により行き先以外の内容を表示させる場合もある。台湾の統聯客運などでは、左折、右折、発車の際の後続車への注意喚起、自社のバス路線宣伝や、旧正月前後に「謹賀新年」などと表示されている。

## ヘッドマーク
ヘッドマークとは、鉄道車両やバスの列車・系統番号等を示すために先頭部・後尾部・車体側面に取り付ける板ないしは表示幕のこと。幕状のものは愛称幕（あいしょうまく）、板状のものは愛称板（あいしょうばん）とも称される。また、後尾部に取り付けられている場合はテールマーク・バックサインと呼ばれ、ブルートレインではブームとなった1979年（昭和54年）ごろから盛んになっている。先頭部に付けられた、板状で主に目的地を記したものは、鉄道ファンの間で俗に前サボとされ珍重される。意味としては「前サインボード」。

### 鉄道
日本では、特急列車に使用される列車愛称とそれにちなんだ絵柄を用いたものが広く知られている。
戦時中、特急の運転を中止していた日本国有鉄道（国鉄）は1949年（昭和24年）、特急へいわの運転によって特急の運転を再開。同列車は翌1950年（昭和25年）に、特急つばめと改称された。この時大阪鉄道管理局の明石孝が、列車の最後尾につけられるテールマークを機関車の前面にもつけることを発案。デザインは当時運輸省鉄道総局職員であった黒岩保美が手掛けた。これがヘッドマークの起源と言われている。黒岩保美はこれをきっかけに1950年代以降のほとんどの特急のヘッドマークを手がけることになる。
電車・気動車の特急形車両は当初白地に紺色文字で日本語、その下に赤文字でローマ字を併記していたが、1978年（昭和53年）10月改正を皮切りに背景イラストの採用が始まり、1985年（昭和60年）3月改正までに全ての特急列車がイラスト入りヘッドマークに変更された。国鉄分割民営化後は783系を筆頭に愛称表示器を装備しない特急車両が次々と登場したことから、ヘッドマークを装備した特急列車は全体的に減少傾向にある。一部の車両では車両形式や列車名をエンブレムやロゴとして表示しているものもある。
その一方で、651系では新たにLEDを使用したヘッドマーク表示装置を開発し、多彩な表示が可能なことから他社でも追随する例が出ており、国鉄形車両でもロールサイン式をLED式に改造した車両が登場している。
新幹線車両は前面部への取り付けが技術的に困難であるが、「鼻」と通称される連結器カバーをもつ車両（0系・100系・200系）では装飾実績があり、1987年（昭和62年）3月の国鉄分割民営化時や各車両の引退時などでマークが付けられた。2003年（平成15年）に開催された日本シリーズでは、開催地が山陽新幹線沿線であったことから700系の前面窓下に福岡ダイエーホークス（当時）と阪神タイガースの両球団マークを貼り付け「ホークス・タイガース応援列車」として運行された。
1970年代には特急列車のうち、定期客車列車が寝台列車による運行のみとなったことにより、合理化・省力化のため牽引機関車にヘッドマークを設置しない事例が多かった。これは当時の国鉄の労使関係によるところが大きいとされるが、例外的に東京機関区が電気機関車の運行を担当した東京発着で東海道本線・山陽本線経由の列車（いわゆる、九州ブルトレ群）については設置されていた事例が多い。通常運行される特急列車以外では、イベント列車、記念列車、あるいは車両の引退間際や車体広告の一環として特製のヘッドマークがつけられることがある。
定期の貨物列車においては長らくヘッドマークが取り付けられることがなく、コンテナ専用列車「たから」（1959年11月運行開始）の車掌車にテールマークが取り付けられた程度であった。定期貨物列車にヘッドマークが設置されたのは、1986年（昭和61年）ダイヤ改正で運行開始した「スーパーライナー」（東京貨物ターミナル・新鶴見信号場 - 幡生操車場・下関貨物間）6本で、牽引を担当した吹田機関区のEF66形に取り付けて運行された。以降は旅客列車と同様合理化・省力化のために取り付けは基本的に行われていないが、2000年代以降では毎年夏から秋ごろに広島車両所が一般公開の告知を兼ねて、ヘッドマークを装着して運行している。
JR以外の鉄道会社では通勤形車両にヘッドマークを装着することが多く、その中でも阪急電鉄・京阪電気鉄道・西武鉄道・京王電鉄の大手私鉄4社は定期列車へ積極的にヘッドマークを装着している。一方私鉄の中には専用の特急形車両を保有する事業者もあるが、これらの車両のヘッドマークは文字のみというケースが多い。

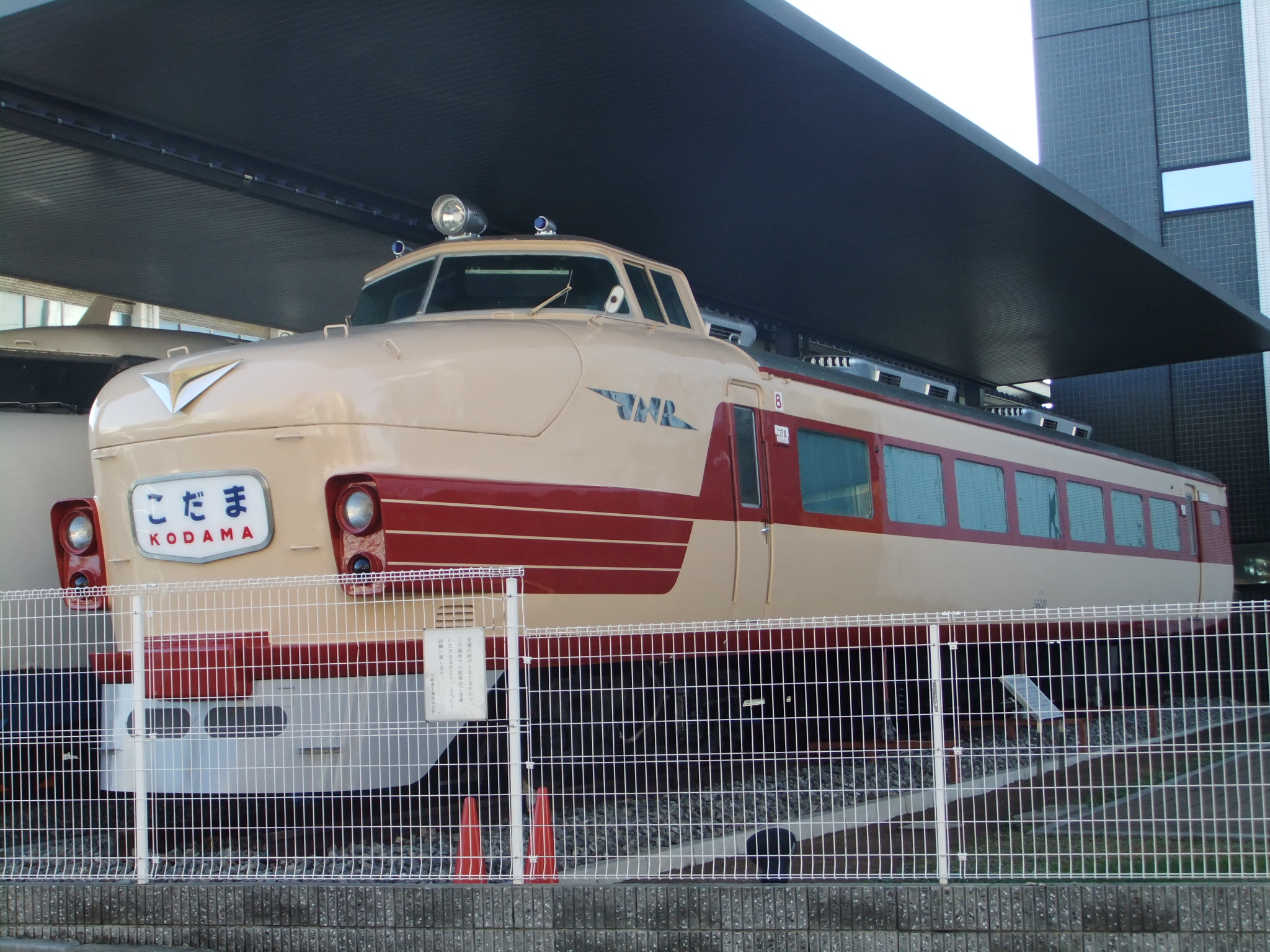
登場当初のヘッドマークは文字のみの記載が基本となっていた（国鉄クハ26001保存車）
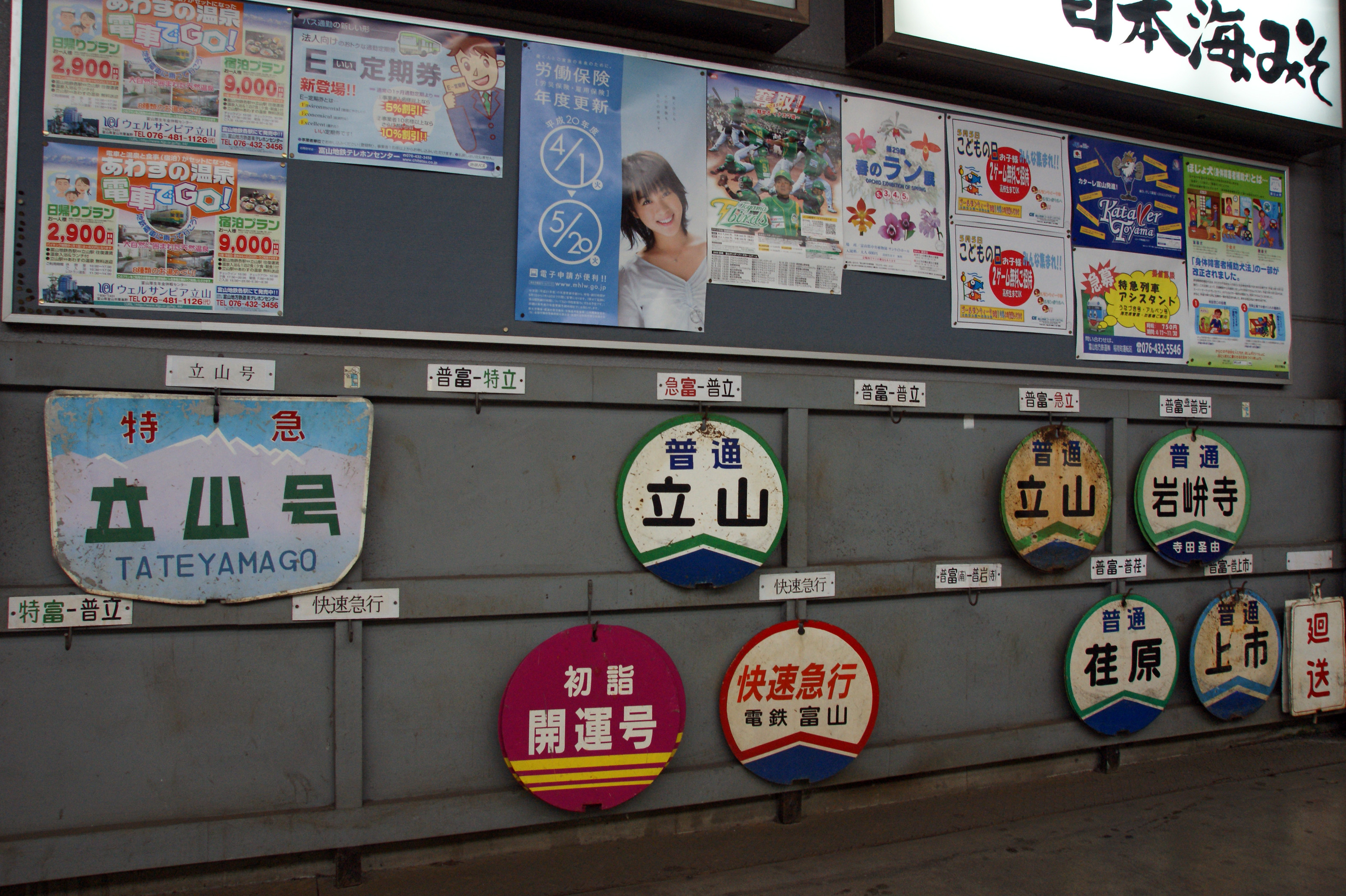
電鉄富山駅ホームに置かれた絵入りヘッドマーク
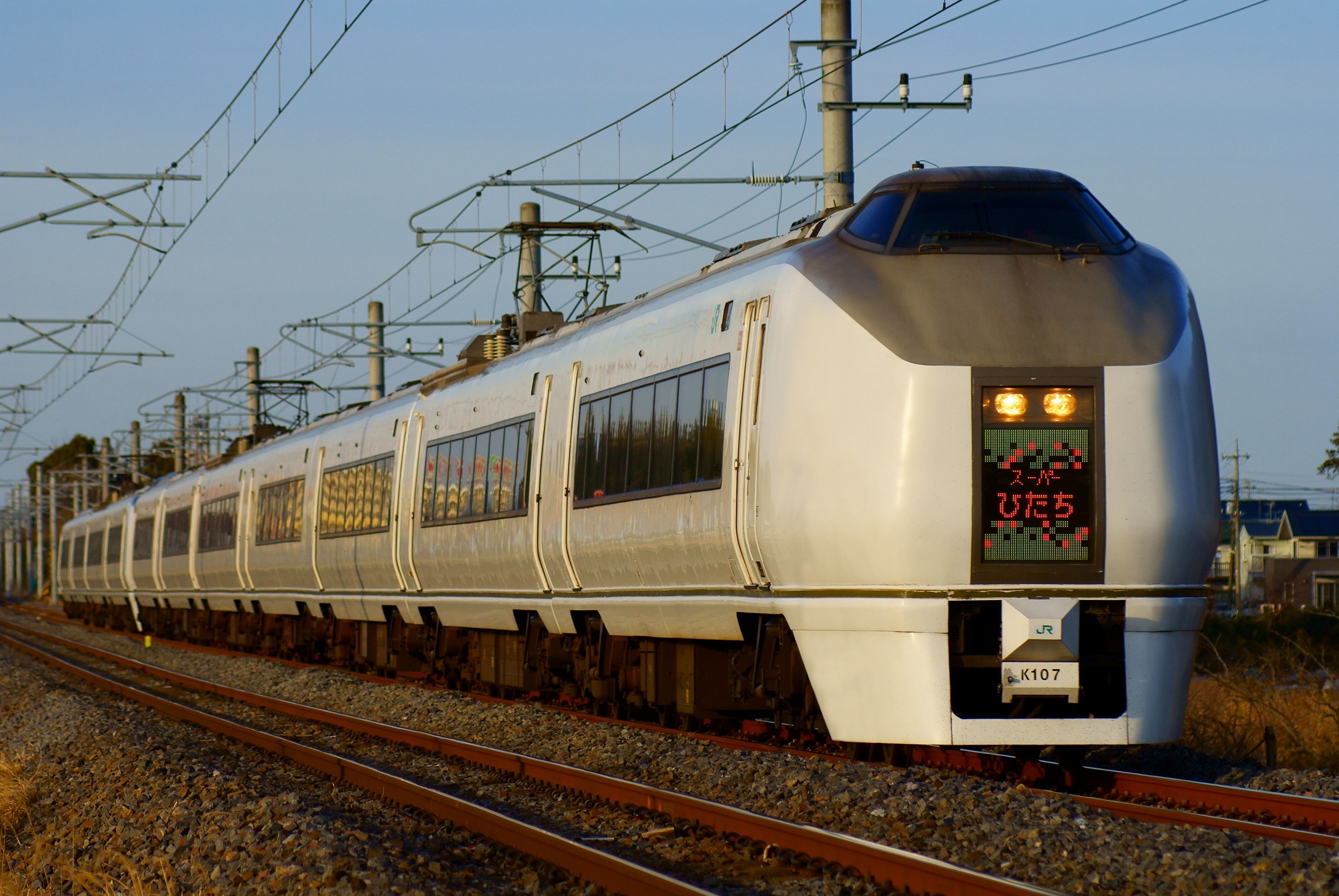
初めてLED式のヘッドマークを装備した特急電車（651系）

### バス
| 列車と同様のヘッドマークをバスにも使用した例 |  | 列車と同様のヘッドマークをバスにも使用した例 |
| 列車と同様のヘッドマークをバスにも使用した例 |  |                                              |

バスでは、愛称や系統を示すためにヘッドマークが掲出される。例えば都営バスでは、都市新バス系統の車両について、フロントガラス下部にヘッドマーク（丸型）と愛称板が取り付けられている。過去には、冷房車であることを示すヘッドマークなどが掲出された例もある。
また、特定の列車に接続するバスに、列車と同様のヘッドマークを掲出することもある。例えば、1987年から数年間、小田急電鉄小田原線で休日朝の急行のうち1本を「丹沢号」として運行した際に、渋沢駅で当該列車からの接続を受ける神奈中バス大倉行きに、同じデザインの「丹沢号」ヘッドマークを掲出した。

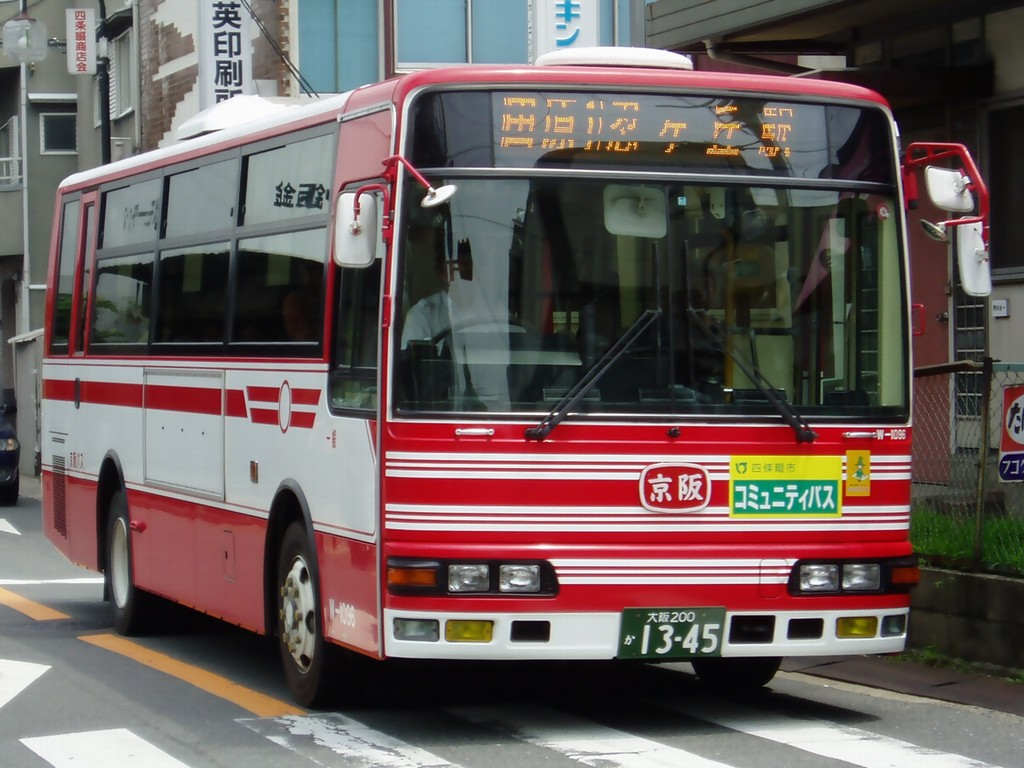
前面下部にマグネットによる取り外し式のヘッドマークを掲出している四條畷市コミュニティバス

この他に観光地や観光イベントの宣伝目的で、京都府の京都京阪バスでは、京阪宇治バス時代には観光客への沿線のアピールおよびイベントの宣伝として2006年度より一部のバスの前面に数種類のヘッドマークを装着していたが、現在は廃止された。京阪バスでも四條畷市コミュニティバスや、現在廃止されたくるっとBUSや八幡市南北線で運用の車両については磁石式のヘッドマークを取り付ける（ただし、一般系統などに充当される場合は外される）。

#### バスマスク

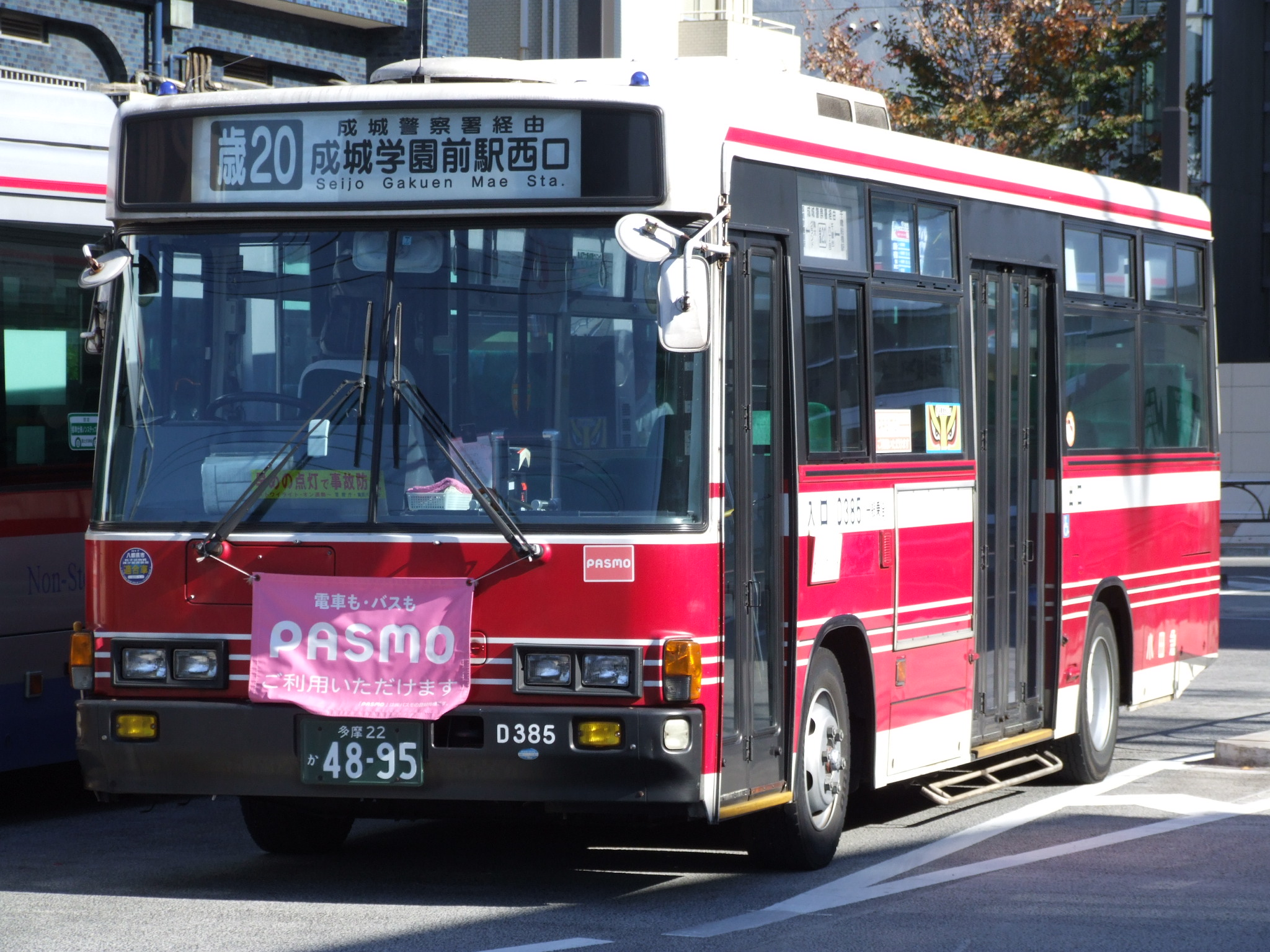
バスマスクの例「PASMOご利用いただけます」

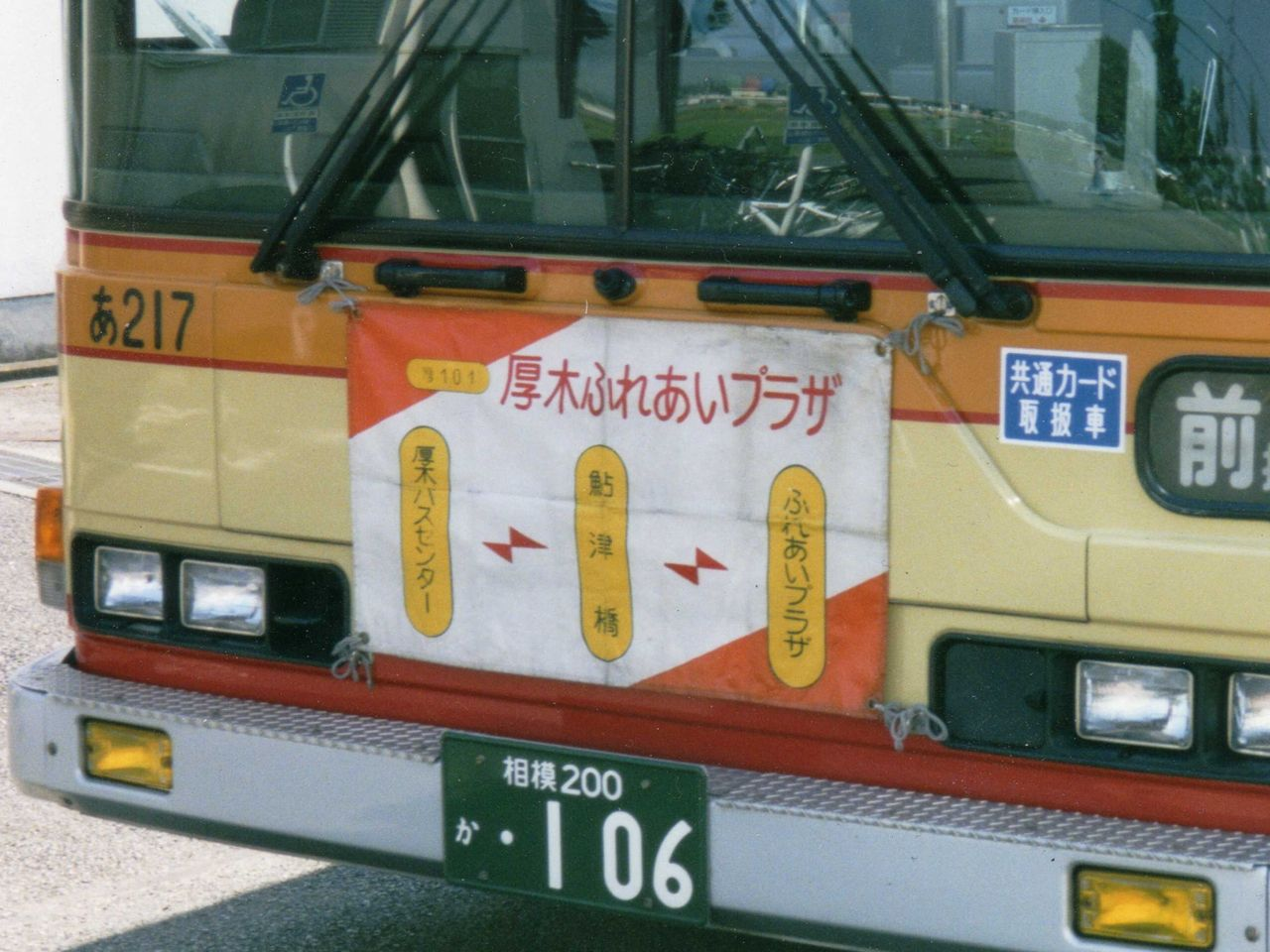
バスマスクを行き先表示として使用した例（神奈川中央交通の厚101系統）

これに似たケースとして「バスマスク」と呼ばれるものがある。これはフロントガラスの下に垂れ幕を下げる方式であり、近年多く見られる。
都営バスにおいても過去に「都市新バス開通」「tobus.jp広告」「都議会議員選挙啓発」「西葛01試験運行」（該当路線運用車のみ）など多数の実績がある。また京阪バスでは、各種イベントおよびキャンペーン実施時に、および寝屋川営業所管内では寝屋川警察署によるひったくり防止運動の垂れ幕を掲出する。
2007年のPASMOサービス開始時は、導入路線においてPASMO導入開始後からしばらくの間は「PASMOご利用いただけます」と書かれたピンク色の幕を下げて運行していた。
ことでんバスでは、本来専用塗装車両が使用されるショッピング・レインボー循環バスやイオン高松線が検査などのため、一般車両で運行される際に垂れ幕を掲出している。また、幕式方向幕がの頃は運行頻度の少ない路線で方向幕の代用として掲出するケースもみられた。

## 主なメーカー
日本国内における方向幕・LED行先表示器・LCD行先表示器の主な製造メーカーは以下の通り。
- 交通電業社
- オージ
- レシップ
- クラリオン
- レゾナント・システムズ
- ゴールドキング
- コイト電工
- 森尾電機
- 小田原機器
- 三菱電機